# Fordson

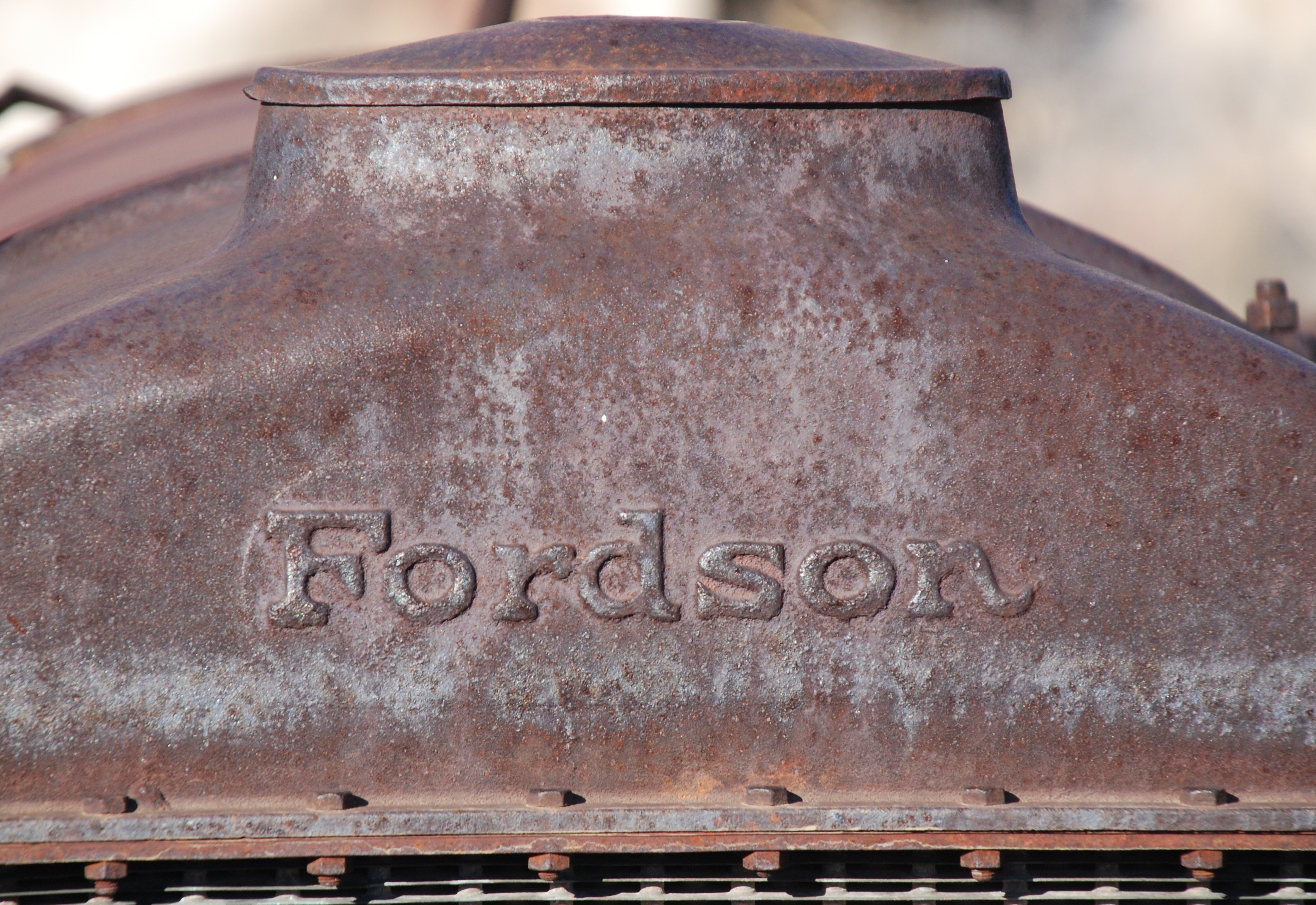
Vista de detalle del logotipo de Fordson sobre el radiador.

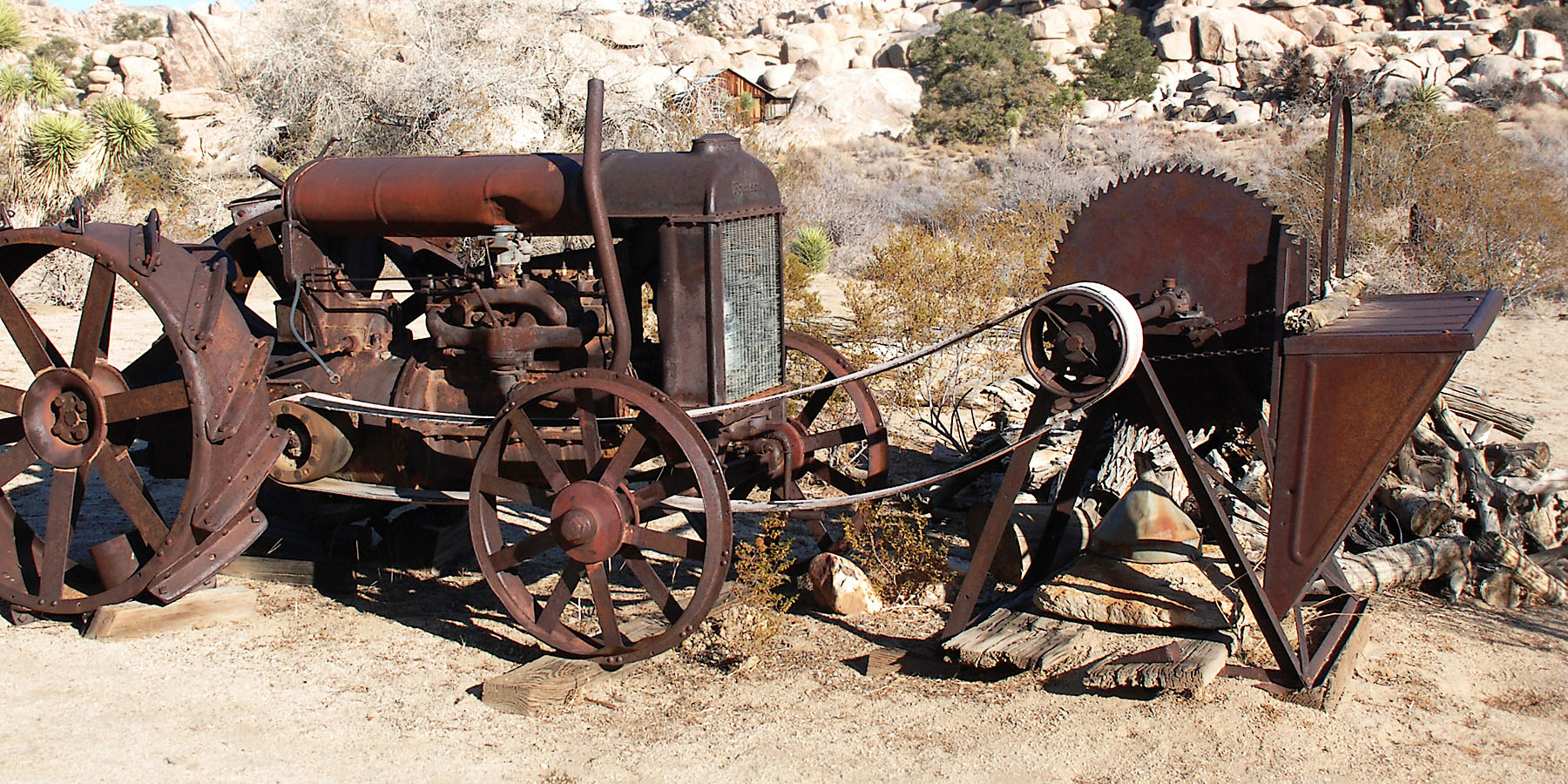
Tractor Fordson conectado a una sierra circular.

Fordson es una marca desaparecida de tractores y camiones. Fue utilizada en una gama de tractores de uso general producidos en masa, fabricados por Henry Ford & Son Inc de 1917 a 1920; por Ford Motor Company (EE. UU.) y por Ford Motor Company Ltd (Reino Unido) de 1920 a 1928; y por Ford Motor Company Ltd (Reino Unido) de 1929 a 1964. Esta última empresa (Ford de Gran Bretaña) también construyó más adelante camiones bajo la marca Fordson. 
El ingeniero, inventor y empresario estadounidense Henry Ford construyó tractores experimentales a partir de componentes de automóviles a principios del siglo XX, y lanzó un prototipo conocido como el Modelo B en agosto de 1915. Otros prototipos, ya con un diseño específico, le siguieron en 1916. Los primeros tractores Henry Ford & Son de producción regular se exportaron al Reino Unido en 1917 durante el auge de la Primera Guerra Mundial en Europa, con el fin de expandir la agricultura británica. En 1918, las exportaciones continuaron, los tractores comenzaron a comercializarse con la marca Fordson, y se iniciaron las ventas nacionales en los Estados Unidos. Las unidades vendidas aumentaron considerablemente en 1918 y 1919. 
Entre 1917 y 1922, el Fordson fue para los tractores algo así como el Ford Modelo T para los automóviles: capturó la imaginación del público y popularizó ampliamente la máquina, con un diseño fiable, un precio bajo asequible para trabajadores y agricultores, una amplia red de concesionarios, y con la capacidad de ser producido en grandes series. Así como el Modelo T ayudó al público a apreciar lo pronto que los automóviles y los camiones podrían reemplazar a la mayoría de los caballos en el transporte, el Fordson contribuyó a mostrar lo pronto que los tractores podrían reemplazar a la mayoría de los caballos en las tareas agrícolas (avanzando en la mecanización de la agricultura). Al igual que con los automóviles, Ford nunca monopolizó el mercado, pero lo dominó por un tiempo (para los automóviles, aproximadamente entre 1910 y 1925; para los tractores, aproximadamente entre 1917 y 1925). Ford fue la única empresa automotriz que vendió automóviles, camiones y tractores simultáneamente de 1917 a 1928.
Durante una década, entre 1928 y 1939, Ford de los EE. UU. dejó el negocio de los tractores. Durante este período, Ford de Gran Bretaña continuó construyendo Fordsons y desarrollando nuevas variantes, que exportó ampliamente. En 1939, Ford de EE. UU. volvió al mercado de tractores con un modelo completamente nuevo, esta vez con la marca Ford. Por su parte, Ford de Gran Bretaña continuó utilizando la marca Fordson hasta 1964. 
La producción de Fordson tuvo lugar en los Estados Unidos (1917-1928); en Cork, Irlanda (1919-1923 y 1928-1933); y en Dagenham, Essex, Inglaterra (1933-1964). Decenas de miles de Fordson, la mayoría de los EE. UU. y algunos de Irlanda, se exportaron a la Unión Soviética de 1920 a 1927. Copias soviéticas del Fordson también se construyeron en Leningrado desde 1924 y en Stalingrado desde 1930. 

## Tractores

### Desarrollo experimental de tractores Ford, 1907-1916
Henry Ford creció en una extensa familia de granjeros en el condado de Wayne, a pocas millas de Detroit (Míchigan) a fines del siglo XIX. En ese momento, el trabajo agrícola era extremadamente arduo, porque en la granja típica prácticamente no se podía hacer nada sin el trabajo manual o el trabajo de los animales como fuerza motriz. A medida que crecía su interés por los automóviles, también expresó su deseo de "levantar la carga de la agricultura de la carne y la sangre y colocarla en el acero y los motores". A principios del siglo XX, comenzó a construir tractores experimentales a partir de componentes de automóviles. Cuatro años después de fundar la Ford Motor Company en 1903, Ford terminó su primer tractor experimental en 1907 en Woodward Avenue en Detroit, refiriéndose a él como el "Arado Automóvil". Aproximadamente 600 tractores con motor de gasolina estaban en uso en granjas estadounidenses en 1908. El diseño del tractor Fordson fue dirigido por Eugene Farkas y József Galamb, ambos involucrados en el diseño del exitoso automóvil Ford Modelo T.
Las máquinas de tracción habían existido por un tiempo, pero eran muy grandes, pesadas y costosas, adecuadas para el cultivo de cereales en las praderas más que para las pequeñas granjas familiares de otras regiones. A principios de la década de 1910, en América del Norte y Europa era evidente el interés potencial por tractores pequeños y económicos, y muchas personas aprovecharon el Modelo T como una plataforma para crearlos. Claramente, la idea de un tractor similar a un automóvil, hecho usando piezas y métodos similares a los de un automóvil o mediante la conversión de automóviles, estaba madura. 
Henry Ford experimentó con arados automáticos y tractores más pesados. En agosto de 1915, en una demostración de arados en Fremont, Nebraska, presentó un tractor de nuevo diseño conocido como Modelo B. Utilizaba un motor de gasolina con una potencia de 16 caballos, dos cilindros horizontalmente opuestos y una caja de cambios con engranaje de dientes rectos. Disponía de tres ruedas, dos delanteras con la tracción y una trasera con la dirección. El Modelo B nunca fue producido, pero ganó suficiente publicidad como para hacer saber al mundo que Ford estaba interesado en desarrollar un tractor.
Sabiendo que había demanda de un tractor fabricado por Ford, un grupo de empresarios de Minneapolis organizó The Ford Tractor Company, pagando a un empleado de la compañía llamado Ford por el uso de su nombre, con la intención de obtener ventas y atención de la confusión de este Ford con la Ford Motor Company. La compañía construyó y vendió algunos tractores, pero anticipó un acuerdo con Henry Ford para obtener permiso para usar su nombre ya registrado. Sin embargo, Ford acabó frustrando a su competencia usando otro nombre.

### Orígenes de Fordson, Modelo F y Modelo N

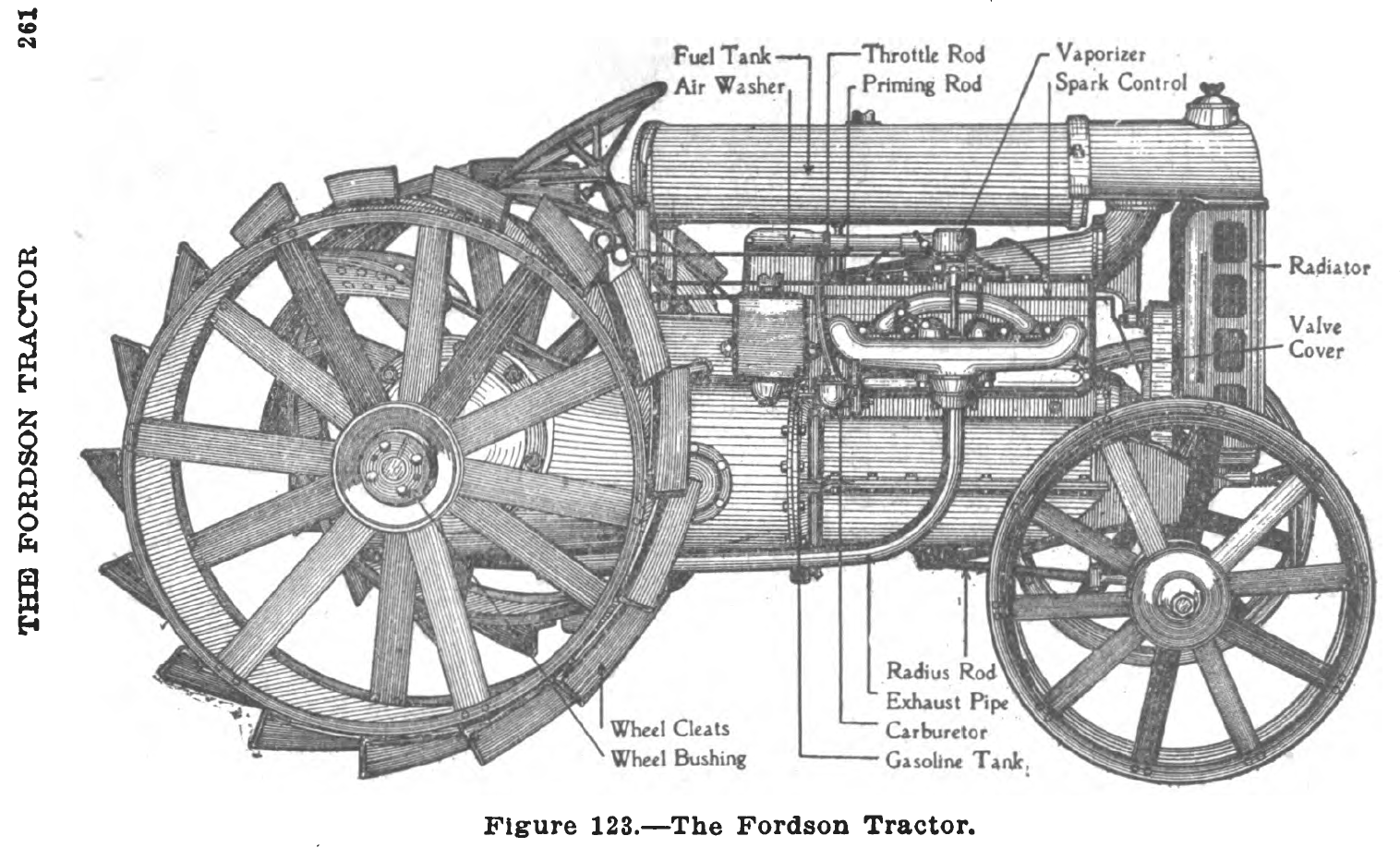
Descripción general del tractor Fordson original.

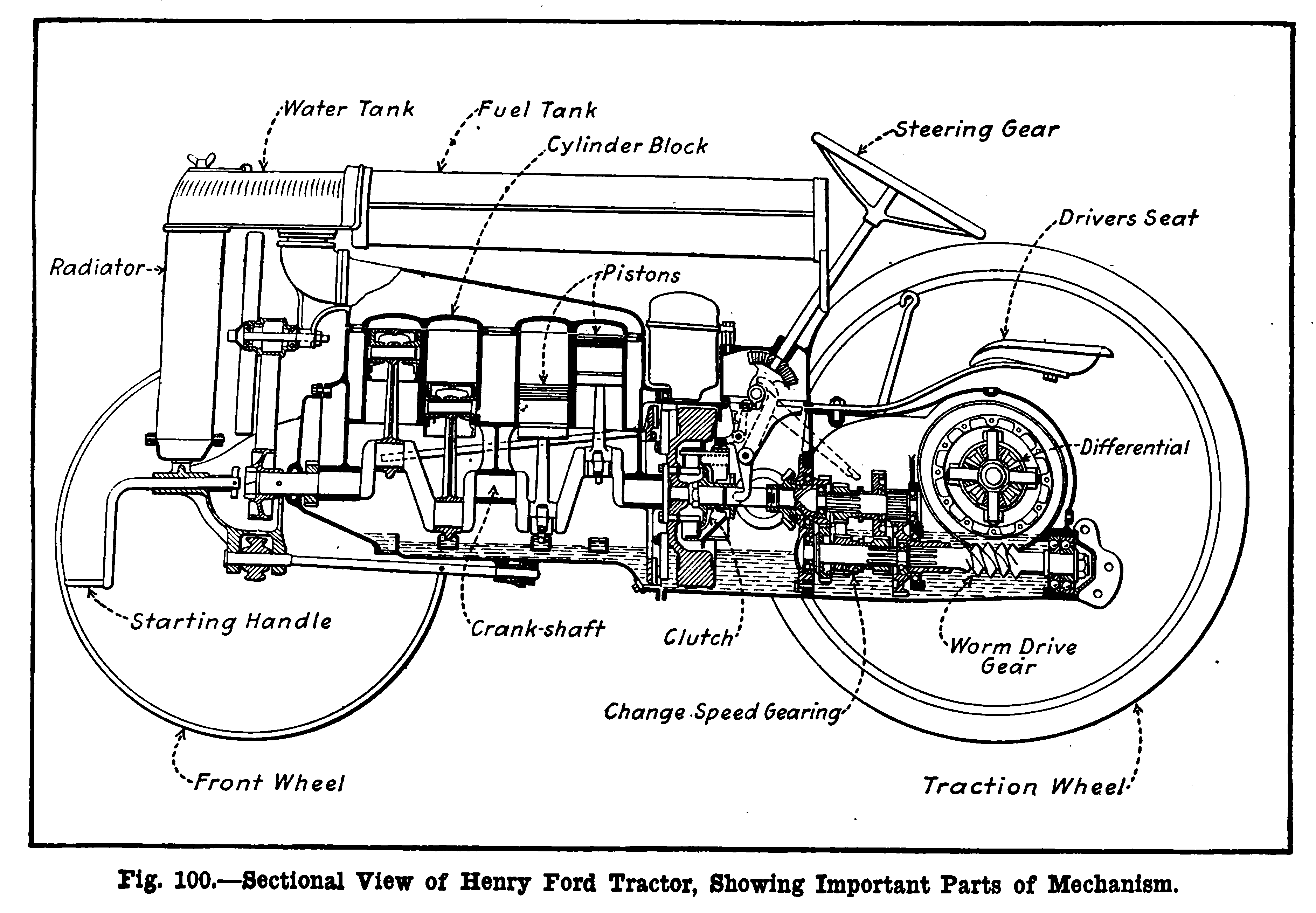
Corte esquemático del tractor Fordson original.

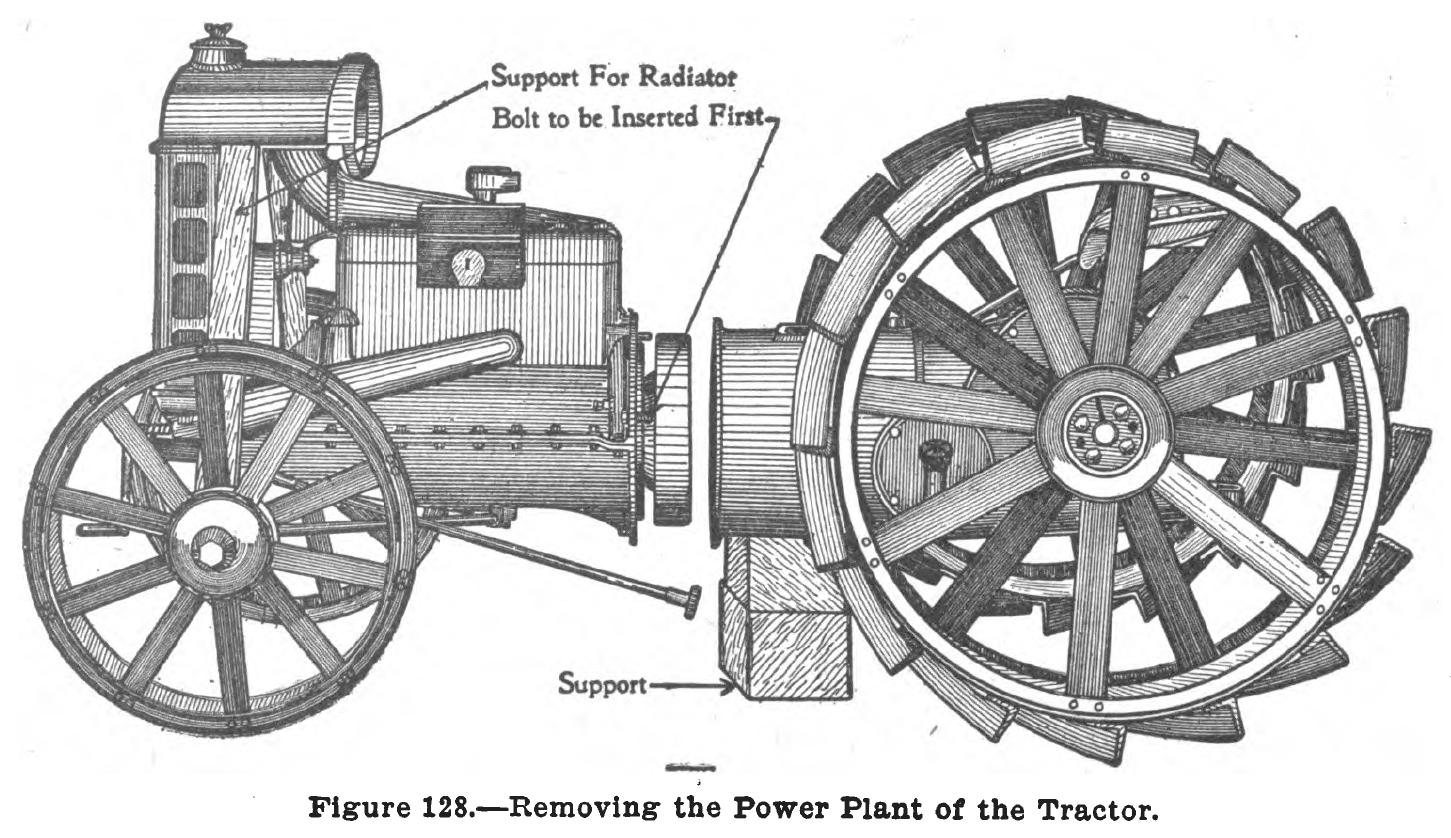
Desmontaje del tractor Fordson original, que muestra la construcción del bastidor de la unidad y cómo se puede desmontar el tractor para su mantenimiento, con bloques de madera insertados para soportar las partes separadas.

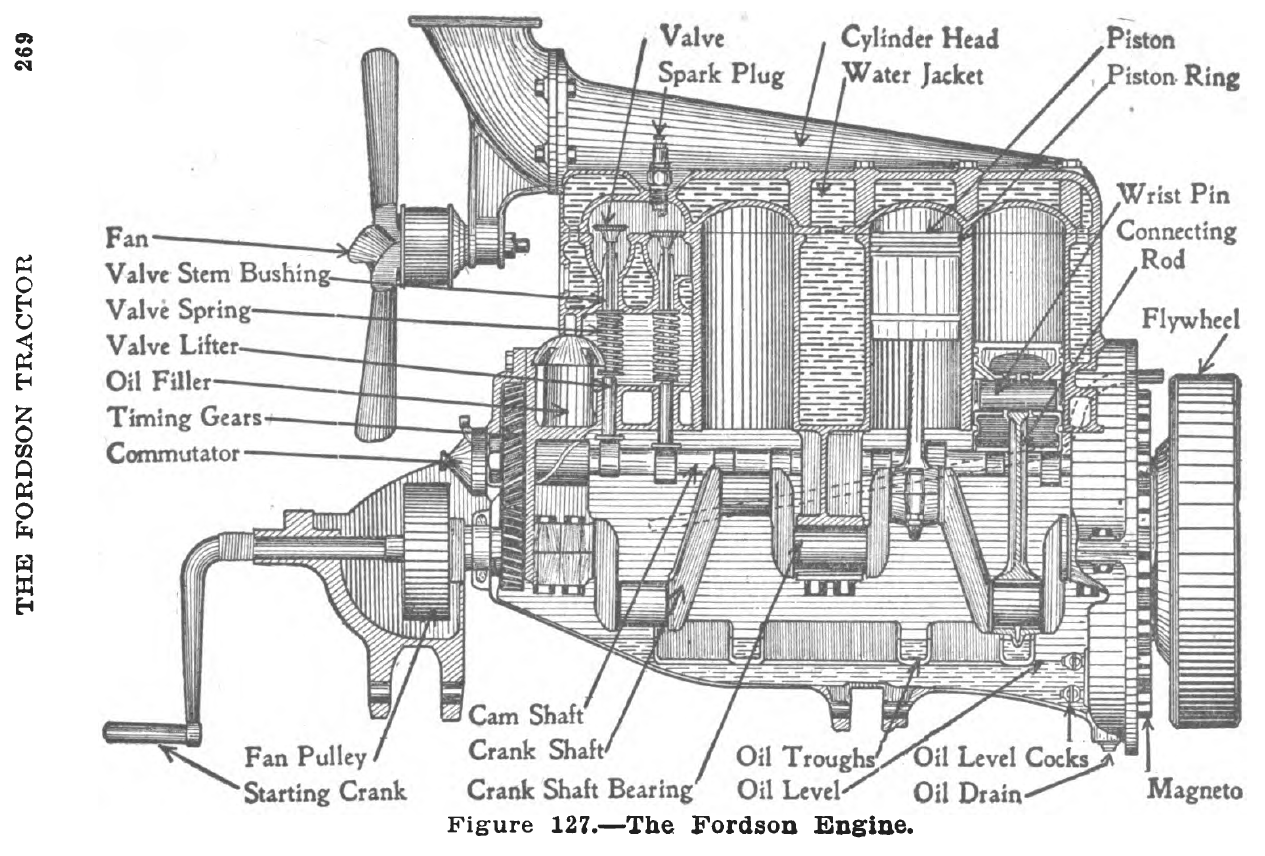
Corte esquemático del motor del tractor Fordson original.

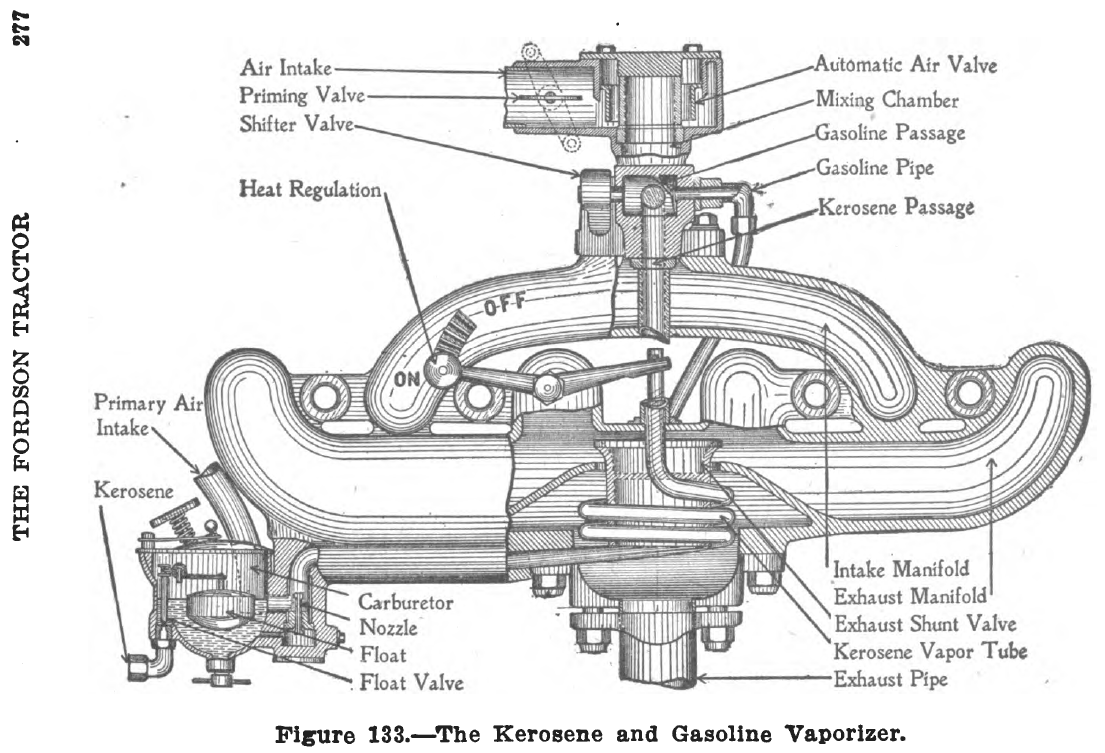
Corte esquemático de la admisión del tractor Fordson original (incluido el colector de admisión, el vaporizador, el carburador y las líneas de combustible).

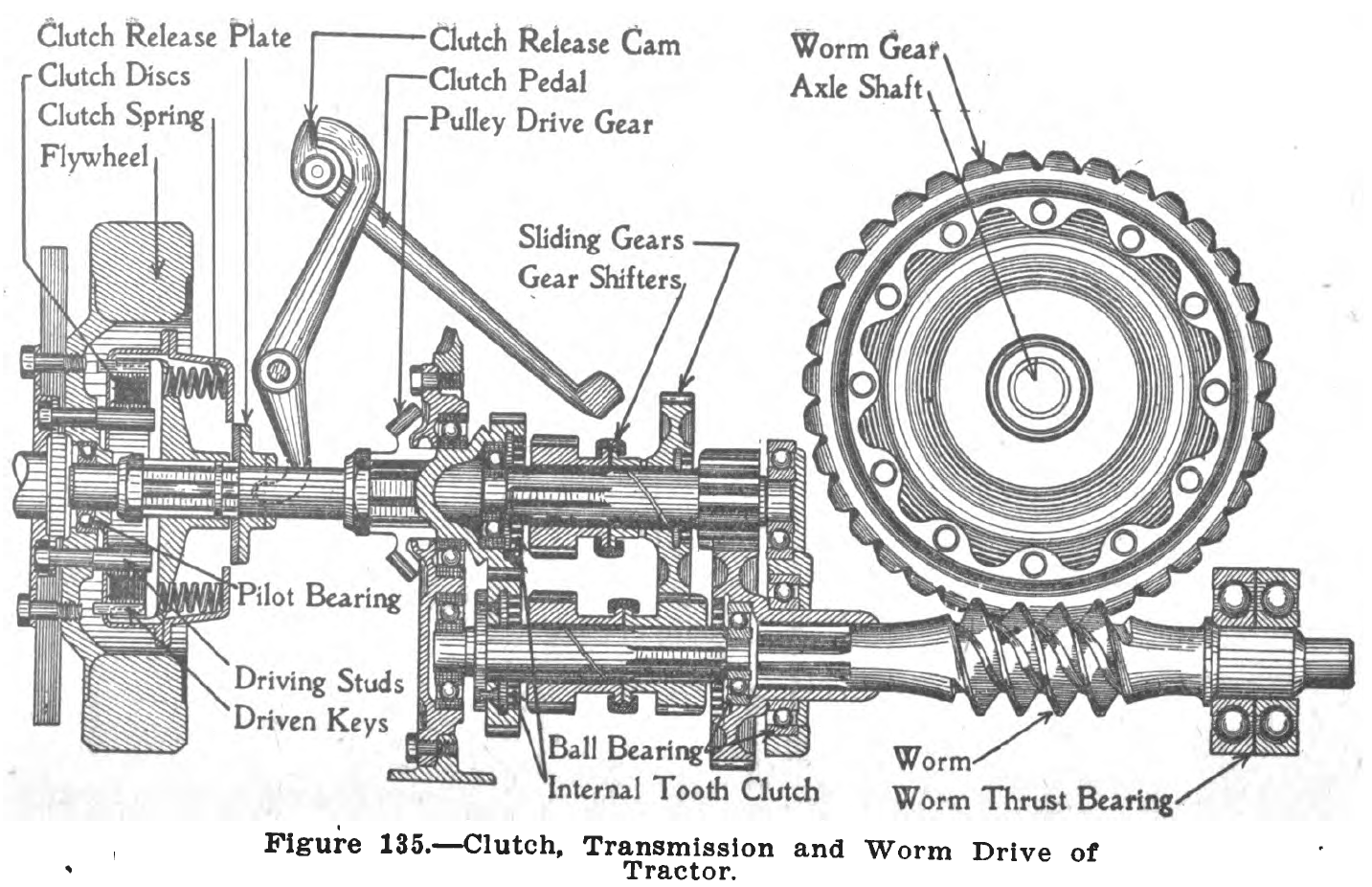
Corte esquemático del embrague, la transmisión y la parte trasera del tractor Fordson original, incluida la transmisión helicoidal.

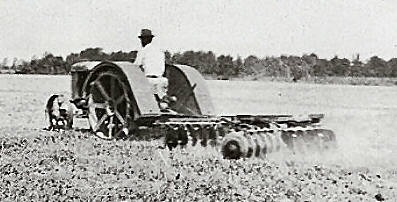
Uno de los primeros Fordson arando un campo en el condado de Princess Anne, Virginia, EE. UU., en 1925.

Los primeros prototipos del nuevo tractor Henry Ford & Son, que luego se llamaría Fordson, se completaron en 1916. La Primera Guerra Mundial estaba en su apogeo en Europa, y el Reino Unido, un importador neto de alimentos, estaba desesperado por obtener tractores, en su intento de expandir su agricultura lo suficiente como para alimentar a Gran Bretaña, limitando los efectos del bloqueo naval alemán. En 1917, el Ministerio de Municiones británico seleccionó el Fordson para su importación desde los Estados Unidos y para su producción nacional en el Reino Unido. Se pensaba que la producción doméstica en el Reino Unido era preferible, porque Alemania estaba hundiendo tantos transporte marítimos británicos en el Atlántico, que exportar tractores desde los EE. UU. sería contraproducente, ya que muchos se perderían en el mar. El área de Londres quedó excluida para ubicar la fábrica debido a las preocupaciones sobre su vulnerabilidad a los ataques alemanes. Henry Ford decidió construir el tractor en Cork, Irlanda (que en ese momento todavía era parte del Reino Unido), en parte porque quería traer empleo y fomentar la laboriosidad en el sur de Irlanda. Pero la planta de Cork no comenzó a producir hasta 1919, una vez que había terminado la guerra. Mientras se desarrollaron estos acontecimientos, se exportaron miles de tractores desde los EE. UU. en 1917 y en 1918. 
El tractor usaba un motor de cuatro cilindros en línea y 20 CV, similar al del Ford T en muchos aspectos. Como casi todos los motores de la época, podía utilizar distintos combustibles; normalmente estaba regulado para usar gasolina o queroseno, pero también podía quemar alcohol. Otro combustible, el aceite de vaporización para tractor (tractor vaporising oil, TVO) ya existía in 1920, pero apenas se usó hasta las décadas de 1930 y 1940. Al igual que muchas otras máquinas de combustible múltiple, el Fordson comenzaba a funcionar con gasolina desde un pequeño tanque auxiliar (solo unos cuartos de galón) y luego se cambiaba la alimentación al tanque de combustible principal una vez que se calentaba lo suficiente (en no más de 5 minutos). Para poder usar queroseno (o más raramente, TVO), el sistema de alimentación disponía de un vaporizador a continuación del carburador. La mezcla proveniente del carburador era intencionadamente rica, y el vaporizador la calentaba y la mezclaba con más aire para lograr la proporción final antes de pasar al colector de admisión. El sistema de alimentación también contaba con un filtro de agua y un filtro de aire para evitar el paso de polvo a la cámara de combustión (un dispositivo que no había inventado Ford, pero que todavía era bastante novedoso en 1917). La limpieza del aire es fundamental para la vida útil del motor, incluso para vehículos de carretera y, especialmente, para vehículos agrícolas y de construcción (que trabajan en entornos donde el polvo se agita con frecuencia en el aire). El carburador y el filtro de aire Fordson fueron diseñados por Holley. En décadas posteriores, el baño de agua sería reemplazado por un baño de aceite para un mejor rendimiento de filtrado. 
El sistema de encendido era similar al del Modelo T, con un magneto de baja tensión montado en el volante de inercia y por bobinas vibratorias. La sincronización del encendido se adelantaba o retrasaba manualmente con la palanca de avance de chispa montada cerca de la columna de dirección, que giraba el temporizador. La refrigeración del motor estaba controlada por un termosifón (en décadas posteriores, se añadirán una magneto de alta tensión y una bomba de agua). La transmisión contaba con tres velocidades con engranajes de dientes rectos (las tres marchas hacia delante permitían circular aproximadamente a entre 3 y 10 km/h). Un conjunto de reducción de transmisión helicoidal y un diferencial conformaban la parte trasera. El diseño de la parte trasera fue patentado por su facilidad de fabricación y mantenimiento. Los frenos no se incluyeron en los primeros Fordson, ya que los mecanismos de transmisión por tornillo sinfín de alta relación generalmente transmitían la rotación en una sola dirección, desde el tornillo sinfín hacia el engranaje. Debido a esta alta pérdida de potencia por fricción, para detener el tractor, el conductor simplemente presionaba el embrague.
El ingeniero de Ford Eugene Farkas diseñó con éxito el bloque del motor, el cárter de aceite, la transmisión y el soporte del eje trasero, que integraban el bastidor. Al eliminar la necesidad de un pesado chasis independiente, se redujeron los costos y se simplificó la fabricación. Ford tenía una patente de un tractor de bastidor integral. Las ruedas traseras eran de acero mecanizado, con radios y tacos. Las primeras fueron de 12 radios, y más adelante se introdujo la versión de 14 radios. Se utilizaron varios modelos de rueda delantera, incluida una de acero fabricada con 10 radios y de hierro fundido con 5 radios. Los modelos industriales también utilizaron otras ruedas ideadas para tareas específicas, incluidas las diseñadas por otros fabricantes de accesorios.
En 1916 y 1917, el nombre "Fordson" todavía no se usaba como marca del fabricante o nombre del modelo, ni tampoco era "Modelo F". Durante este período, se utilizaron términos como "el tractor Ford [real/genuino]" o "el tractor Henry Ford", así como "el tractor MOM" (porque casi toda la producción se destinaba al Ministerio de Municiones británico). "The Ford Tractor Company" ya había sido registrada el 15 de marzo de 1915 por W. Baer Ewing y Paul W. Ford. A principios de 1918, el nombre "Fordson" fue registrado, y en unos pocos meses ya estaba marcado en los tractores. Las fuentes publicadas varían un poco en el origen del nombre. Todos están de acuerdo en que la denominación refleja el nombre contemporáneo de la compañía de tractores, "Henry Ford & Son", y sus obvios epónimos: Henry y Edsel. Algunos afirman que la compañía había estado usando la dirección telegráfica "Fordson" durante varios años, lo que significaría que el nombre se usaba incluso antes de que la compañía se fundara oficialmente en julio de 1917. Otra explicación implica que en febrero de 1918 se registró el primer uso de la palabra "Fordson" en un cablegrama. En cualquier caso, en abril de 1918 se estableció el nombre de "Fordson" como marca, y sus epónimos eran obvios. En ese mes, las ventas en los Estados Unidos comenzaron bajo las reglas de distribución de la Junta de Guerra de la Nación. La designación del Modelo F (para esencialmente el mismo modelo, con mejoras) comenzó en 1919. Las ventas aumentaron en 1918 y en 1919. 
No había nada sobre el diseño o las capacidades agrícolas del Fordson que se vieran por "primera vez" entre los tractores (la versión de Ford de un bastidor integral era novedosa para los tractores, pero eso no le daba ventajas agrícolas especiales). Pero fue el primer tractor que combinó todos los siguientes factores: era pequeño, liviano, producido en masa y asequible; tenía una gran red de distribución (distribuidores locales en muchos lugares); y tenía el respaldo de una marca ampliamente fiable (a través de Ford). Tales factores hicieron posible que el agricultor promedio tuviera un tractor por primera vez. Así, Henry Ford y sus colegas habían hecho nuevamente, por el tractor, lo que habían hecho recientemente por el automóvil con el Ford Modelo T. Ford fundó su compañía privada, Henry Ford and Son Inc, para producir el tractor en masa el 27 de julio de 1917. El tractor Fordson entró en producción en serie en 1917 y debutó a la venta el 8 de octubre de 1917, por 750 dólares. 
En una fábrica construida apresuradamente en Dearborn, Míchigan, se utilizaron las mismas técnicas de línea de ensamblaje empleadas para producir en serie el Ford Modelo T. Se tardaban treinta horas y cuarenta minutos en convertir las materias primas en las 4.000 piezas utilizadas para el montaje del tractor. En aquella época, el Fordson se vendía a 750 dólares; y su costo de fabricación era de 567,14 (incluyendo mano de obra, materiales y gastos generales), dejando una ganancia de 182,86 dólares por cada unidad vendida. Pronto Dearborn estaba enviando kits desmontables a las plantas de ensamblaje final en varios estados de EE. UU., incluyendo Nueva Jersey, Iowa y Misuri. El núcleo de la producción de Fordson luego se trasladó al nuevo Complejo Ford de River Rouge. 
El Fordson era más barato de mantener que los caballos de carne y hueso, algo que ya había logrado demostrar anteriormente el Ford Modelo T. Una prueba del gobierno concluyó que los agricultores gastaban 0,95 dólares por acre arando con un Fordson, en comparación con alimentar a ocho caballos durante un año y pagar a dos conductores, lo que costaba 1,46 dólares por acre.
A pesar de varios defectos de diseño y de problemas de fiabilidad iniciales, como fallos en el motor y un calor desprendido insoportable, el Fordson se asentó firmemente en las granjas de EE. UU., con más del 70% de participación del mercado en sus primeros años. A mediados de 1918, más de 6000 tractores Fordson estaban en uso en Gran Bretaña, Canadá y los Estados Unidos. 
En los Estados Unidos, Ford estableció una política en 1919 para prestar tractores Fordson a instituciones educativas con programas de capacitación vocacional. Las universidades agrícolas podrían usar un Fordson durante seis meses y luego cambiarlo por uno nuevo. En virtud de este acuerdo, se prestaron cuarenta y dos tractores a universidades como Cornell, Idaho, Míchigan, Maryland y Prairie View State Normal en Texas. Otros fueron a préstamo en el Instituto Nacoochee en Georgia; la Berry School en Rome, Georgia; y Camp Dix en Hutchinson, Kansas.
La producción anual alcanzó 36.781 unidades en 1921 y 99.101 en 1926. Para 1925, Ford había construido su tractor Fordson número 500.000. Ford fue la única empresa automotriz que vendió automóviles, camiones y tractores simultáneamente desde 1917 hasta 1928, tiempo durante el cual se construyeron 552.799 tractores Fordson. 

#### Operación

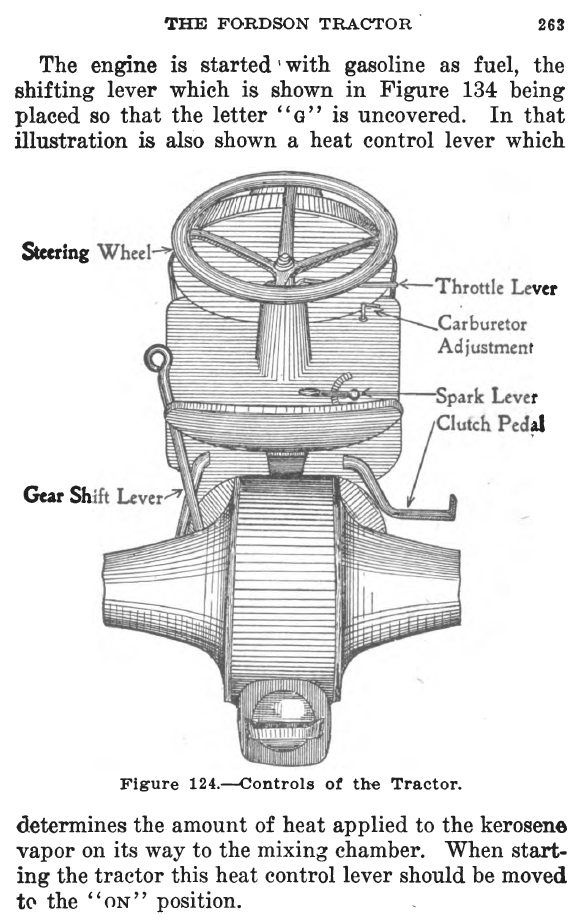
Vista del conductor de los controles del tractor Fordson original.

Al igual que el modelo T, un tractor Fordson relativamente nuevo y bien mantenido arrancaba fácilmente en climas cálidos. En tales condiciones, a menudo un solo giro de manivela echaría a andar el motor. Sin embargo, en climas fríos, el arranque podría ser difícil, especialmente una vez que las máquinas tenían 10, 20 o 30 años y estaban gastadas. En climas fríos, el aceite se congelaba en las paredes del cilindro y en las placas de embrague. El motor tenía que arrancarse manualmente varias veces con gran esfuerzo. Los hombres fuertes se turnaban para girar entre intervalos cuando se ajustaban las bobinas de encendido individuales. A veces, los agricultores prendían fuego debajo del tractor para calentar el cárter y las cajas de engranajes para que fuera más fácil arrancar. El tractor, cuando estaba en uso, era alimentado por queroseno, pero se requería gasolina para arrancarlo. 
El Fordson podía remolcar arados y discos que requerirían al menos cuatro mulas para ser arrastrados, y podía funcionar todo el día, siempre que el radiador se rellenara periodicamente, se reabasteciera el combustible y se cambiara el agua en el tanque del filtro de aire. El aire del carburador se filtraba burbujeándolo a través de un tanque de agua. En días secos, el lodo se acumulaba en el tanque de agua después de algunas horas de operación. El lodo tenía que ser eliminado y el tanque volver a llenarse de agua. 

#### Fiabilidad

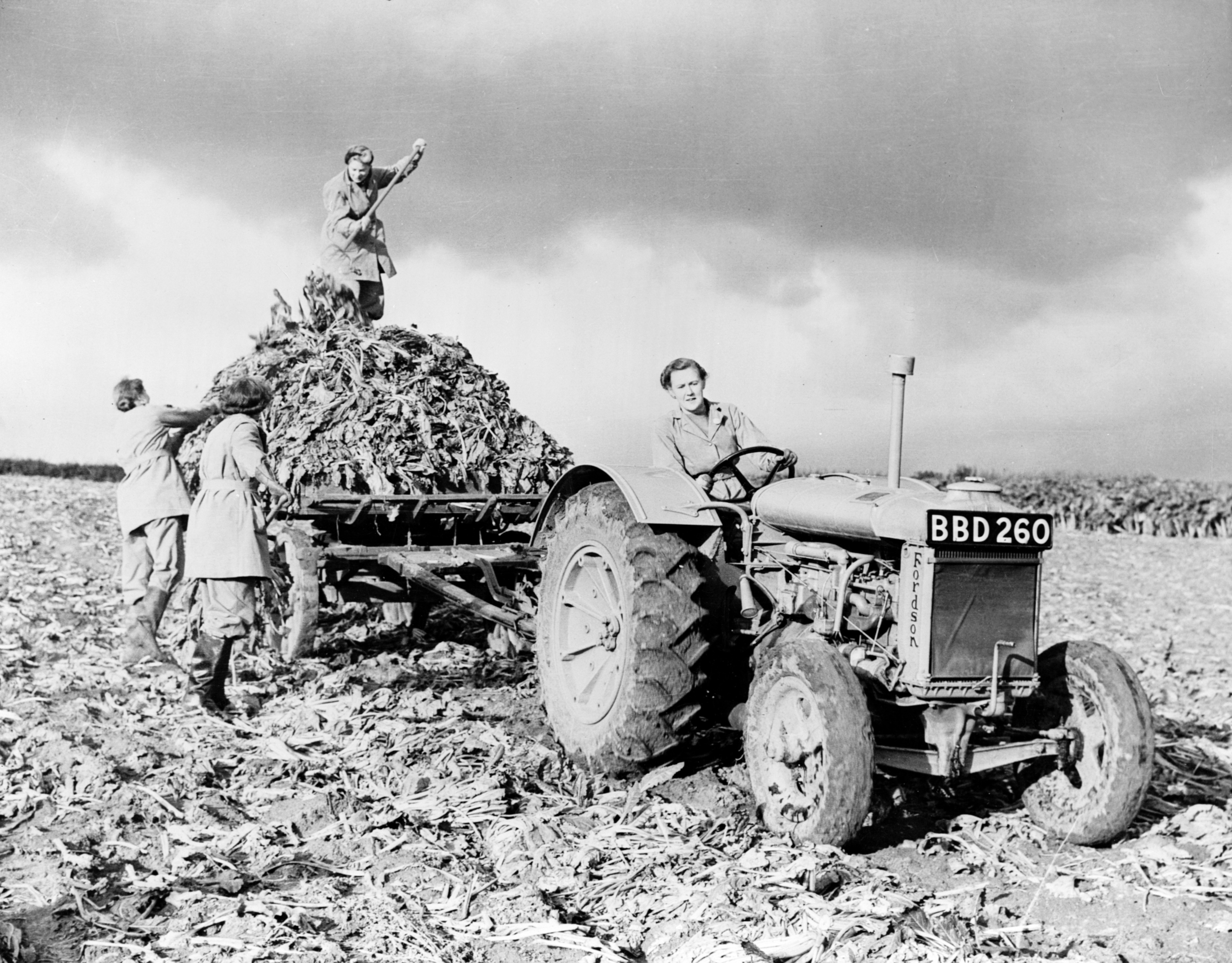
Un Fordson cosechando remolacha a principios de la década de 1940.

El Fordson Modelo F no estuvo exento de fallos, comunes también en otras marcas. Estos problemas incluían límites prácticos para la tracción, especialmente en condiciones de barro, nieve o hielo, y el hábito de levantarse la parte delantera si el arado encontraba una obstrucción. Muchas personas se quejaron de que la tracción sería mejor si el tractor fuera más pesado, aunque Henry Ford siempre respondió que simplemente agregar peso no era una forma inteligente de maximizar la tracción. 
Ford comenzó a enviar tractores Fordson a Ford Motor Company Limited en Gran Bretaña en 1917 para cumplir con un pedido del gobierno británico de 5000 unidades. Entre el momento en que se aceptó el pedido y cuando comenzó la producción, Ford revisó el diseño para resolver varios problemas. El radiador tipo automóvil se amplió a 42 litros de capacidad para evitar problemas de sobrecalentamiento. El peso adicional también contribuyó a mantener la parte delantera hacia abajo. En los primeros Fordson, la unidad helicoidal se encontraba en la parte superior, debajo del asiento del conductor. Durante el trabajo a máxima potencia, el calor se hacía insoportable para el operador. La transmisión helicoidal se reubicó para resolver este problema y también permitió ruedas traseras más grandes, que mejoraron la tracción. También se hicieron varios cambios para simplificar la fabricación. El Fordson utilizó el sistema bobina y magneto del Modelo T; y las bombas de agua y aceite fueron eliminadas en favor de un termosifón más simple y de lubricación por salpicadura.
A pesar de las mejoras de diseño y montaje, los Fordson todavía requerían un alto nivel de mantenimiento. En 1921, un agricultor de los alrededores de Atlanta enumeró el costo de sus reparaciones de un Fordson al año en 1246 dólares. Registró los problemas en su diario, anotando la dificultad para arrancar el motor, una rueda rota, fallos del motor y la parte trasera explotando en enero, totalizando costos de 1301 dólares por 620 horas de trabajos de reparación. Un agricultor de Colorado telefoneaba a su distribuidor tres veces al día para quejarse de su Fordson. La característica más peligrosa se ponía en evidencia cuando un elemento remolcado se bloqueba: la detención brusca del tractor provocaba una reacción a través de la transmisión que volcaba el tractor hacia atrás, matando a veces al conductor. Este problema se introdujo cuando la transmisión helicoidal se reubicó debajo del piñón de la transmisión principal, aliviando al conductor del calor generado, pero también causando un par en el tractor que aligeraba el momento estabilizador de las ruedas delanteras. Un granjero de Indiana opinaba que el Fordson era tan peligroso que debería haber sido prohibido por la ley. El concesionario de implementos del Este afirmó que el Fordson había matado a 36 conductores en 1918. Pipp's Weekly afirmó además que los tractores Fordson habían causado la muerte de 136 hombres hasta agosto de 1922. Portavoces de Ford sostuvieron que los accidentes resultaron de conductores inexpertos, argumentando que cualquier tractor podría ser peligroso si se maneja incorrectamente. Clientes satisfechos elogiaron al Fordson, diciendo que hizo el trabajo agrícola más fácil y se desempeñó idealmente en huertos y pequeñas explotaciones. A juzgar por la participación en el mercado del Fordson a mediados de los años 1910 y a principios de los años 20, las historias de horror anecdóticas, aunque extremas, deben haber sido relativamente atípicas (es decir, la noción de que "todos los Fordson dieron la vuelta de campana y explotaron", era una exageración). Sin embargo, quedó impresa en muchas mentes y se convirtió en un asunto humorístico. El tractor "Hoyt-Clagwell" en la serie de televisión Green Acres de la década de 1960 era un Fordson Modelo F. En la serie, el tractor "explotaba" al azar, y a continuación una o ambas ruedas traseras se le caían.

#### Importación y producción en Irlanda, Inglaterra y la Unión Soviética

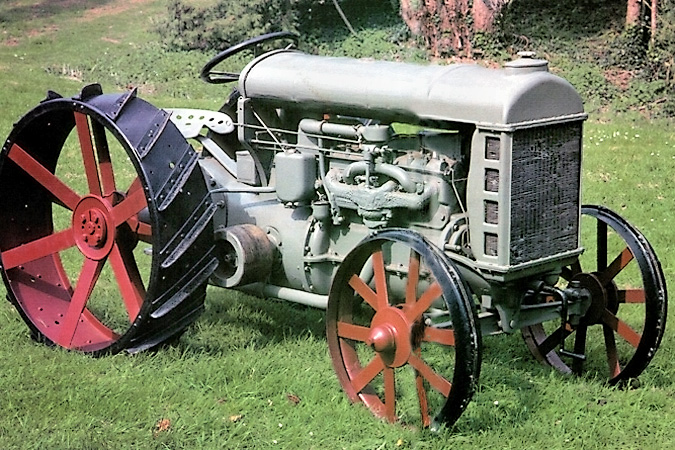
Un tractor Fordson modelo F de 1917.

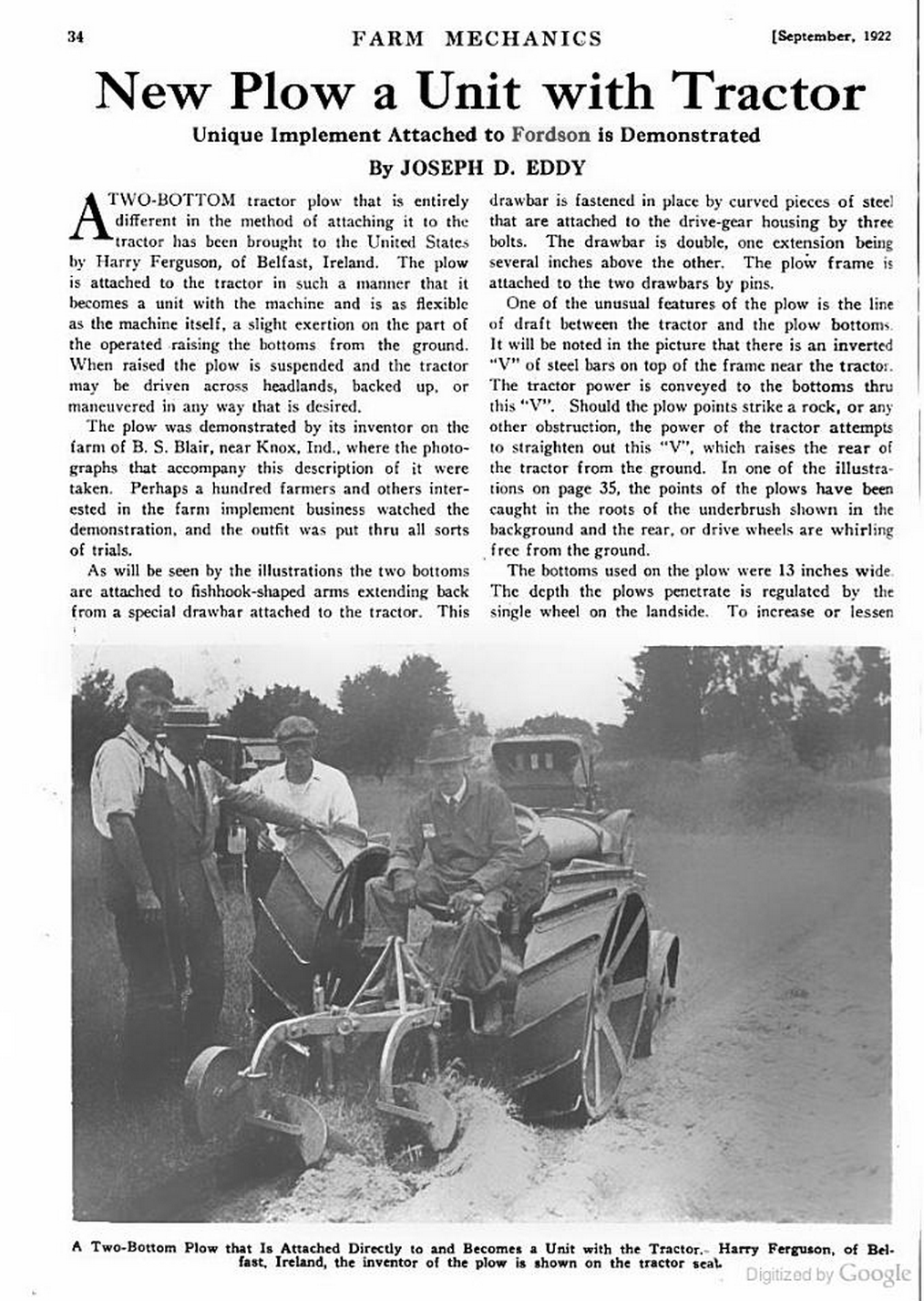
Un artículo de revista que muestra y describe el estado de desarrollo del enganche del tractor de Harry Ferguson en 1922. El enganche se muestra como un accesorio montado en un tractor Fordson. Es una versión totalmente mecánica con una rueda de profundidad (rueda pequeña que establece la profundidad del arado). Para 1926, Ferguson y sus colegas habían terminado de desarrollar y habían patentado el moderno enganche hidráulico de tres puntos. Ferguson vendió sus enganches e implementos durante las décadas de 1920 y 1930, y trabajó con David Brown para producir tractores de la marca Ferguson. No fue hasta 1938 cuando Ferguson finalmente llegó a un acuerdo con Henry Ford para poner sus enganches en los tractores Ford de fábrica, algo que había intentado por primera vez en 1920 y 1921 en Cork y Dearborn. Su acuerdo de 1938 conduciría al Ford 9N.

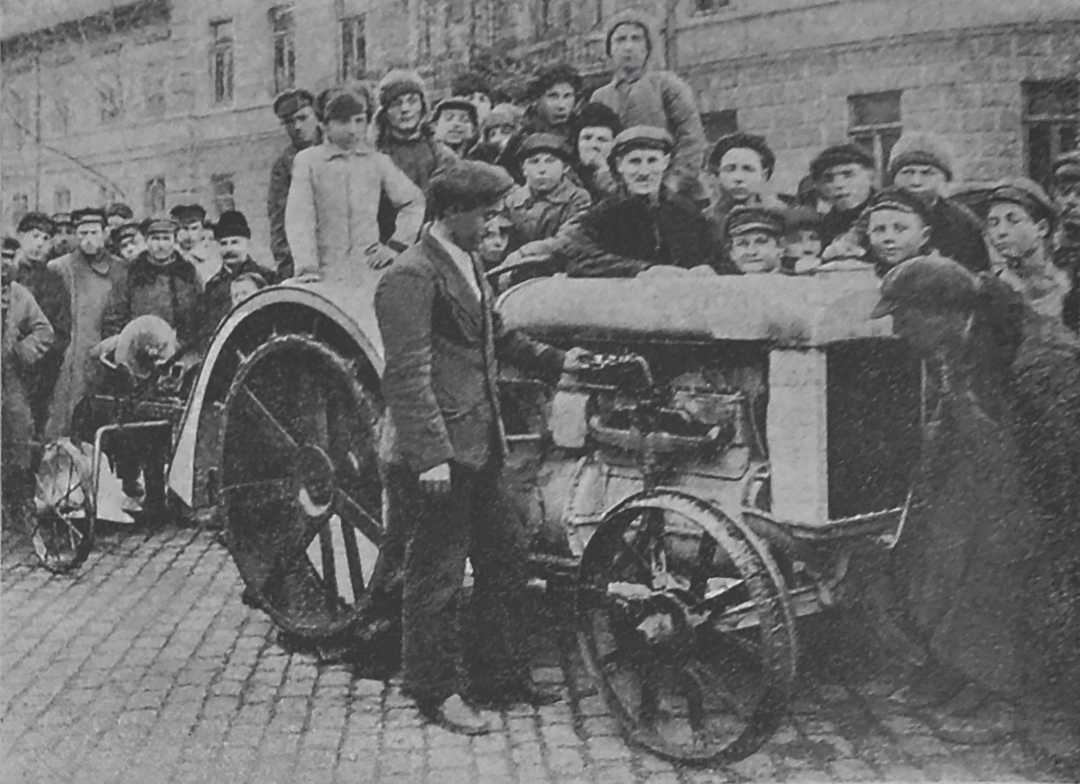
Tractor importado modelo Forson F en el puerto marítimo de Odesa. República Socialista Soviética de Ucrania, 1925.

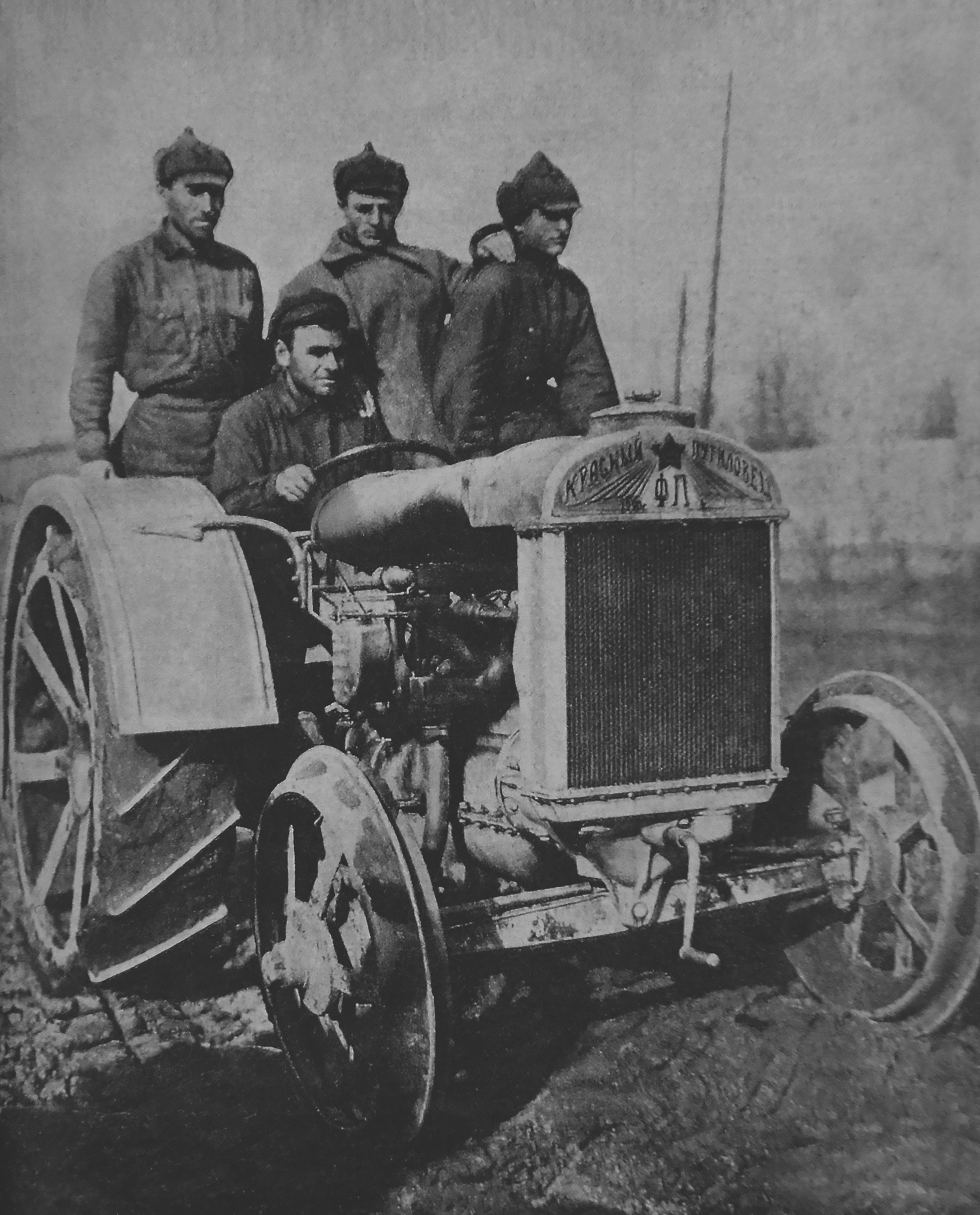
La copia del Fordson F bajo la marca Fordson-Putilovets. RSS de Ucrania, 1930.

Como se describió anteriormente, debido a que el Fordson nació en 1916, sus opciones para establecer los lugares de producción y los países de exportación/importación estuvieron condicionadas por el esfuerzo de guerra aliado durante la Primera Guerra Mundial. Casi todos los primeros tractores fueron al Reino Unido durante 1917. En 1918 y 1919, las ventas se extendieron a Canadá y los EE. UU., y la producción del Reino Unido comenzó en Irlanda antes de su independencia. 
Ford firmó un contrato para un gran envío de tractores Fordson a la Unión Soviética en 1919, que pronto se convirtió en el mayor cliente de la compañía. Desde 1921 hasta 1927, la Unión Soviética importó más de 25.000 Fordson. Estos tractores económicos y robustos se convirtieron en el mayor atractivo para los campesinos soviéticos hacia la colectivización y a menudo se los veía en carteles y pinturas soviéticos durante la época, donde figuraban junto al lema "El Primer Tractor". Como también sucedió con los automóviles y camiones Ford importados a principios de la década de 1920, los soviéticos comenzaron inmediatamente su propia producción nacional de repuestos y copias. En 1924, la planta de Leningrado "Putílovets Rojo" (Красный Путиловец) comenzó la producción de tractores Fordson-Putilovets (Фордзон-путиловец). Sin embargo, durante la década de 1920 las versiones soviéticas tenían la reputación de una calidad insuficiente. Gran parte de estos problemas se debieron a que la metalurgia y los tratamientos térmicos del acero no se realizaban correctamente. Por ejemplo, no importa lo perfectamente que se mecanice un eje o engranaje, porque fallará si su dureza no es la adecuada. A medida que la industrialización soviética progresó en la década de 1930, se resolvieron los peores problemas de calidad. 
A mediados de 1918, más de 6000 tractores Fordson, todos de fabricación estadounidense, estaban en uso en Gran Bretaña, Canadá y los Estados Unidos. Después de que terminó la Primera Guerra Mundial, la producción comenzó en Cork, Irlanda, en paralelo con la producción estadounidense. Los tractores Fordson rápidamente moldearon el mercado de tractores de los EE. UU. y ocuparon más del 70% del mercado en sus primeros años de producción.
Henry Ford mantuvo una lucha de poder con los accionistas de la Ford Motor Company (incluidos los hermanos Dodge, Horace y John Dodge) que culminó en 1919. Anunció que renunciaría a la Ford Motor Company bajo la amenaza (totalmente realizable) de convertir a la Henry Ford & Son Inc en la nueva empresa en la que fabricaría todos sus futuros automóviles, camiones y tractores (comenzaría con diseños completamente nuevos), lo que convertiría a la Ford Motor Company en un simple competidor mal dirigido, destruyendo el valor de sus acciones. Esta maniobra funcionó; Henry Ford pudo comprar todos los títulos de los accionistas minoritarios de la Ford Motor Company en 1919, y luego consolidó la propiedad de la familia Ford: cincuenta y cinco por ciento a su nombre, cuarenta y dos por ciento a nombre de su hijo Edsel y el tres por ciento restante a nombre de su esposa Clara. Fusionó la Henry Ford & Son con la Ford Motor Company en 1920.
La producción anual alcanzó las 36.781 unidades en 1921. El Fordson se había establecido firmemente en las granjas estadounidenses. 
En febrero de 1922, después de que las ventas sufrieron la depresión de 1920-21 y con una competencia más fuerte por parte de International Harvester, John Deere, JI Case, Allis-Chalmers y otros, Ford decidió reducir el precio del Modelo F de 625 a 395 dólares. Esto provocó una guerra de precios en la industria de tractores conocida como la "guerra de los tractores". Para compensar el precio más bajo, Ford tuvo que reducir costos y luchar por una producción de mayor volumen.
Mientras tanto, en Irlanda, se produjo la Guerra de Independencia. La producción en Cork nunca floreció durante este primer período, aunque se construyeron unos pocos miles de tractores al año. Ford terminó la producción en Cork en 1922 y envió el equipo de la fábrica a los Estados Unidos en 1923 (aunque volvería algunos años después, como se describe a continuación). 
Para 1925, Ford había construido su tractor Fordson número 500.000, y la producción anual alcanzó las 99.101 unidades en 1926. En mayo de 1927, las cifras de producción total habían alcanzado los 650.000 tractores.
En febrero de 1928, Ford sorprendió al mercado estadounidense al finalizar la producción norteamericana del Fordson. Se han sugerido varias razones. Una fue que el modelo Farmall de IHC y otros competidores habían acabado con la mística del Fordson en su país de origen, y Henry Ford no estaba contento de competir en el mercado de tractores de los Estados Unidos con un producto como otro cualquiera; quería ventajas competitivas decisivas. Otra es que imaginó trasladar toda la producción a Irlanda e Inglaterra porque Europa, incluida Rusia, se convertiría en el mercado más importante de Fordson. Henry Ford no dio más detalles sobre sus razones. 
Ford de Inglaterra reinició la fabricación de Fordson en Cork, lo que requirió mucho trabajo, dado que la fábrica había sido desmontada en 1923. Ford Ltd compró gran parte de las herramientas de Ford en los EE. UU. Desde 1930, los tractores Fordson se vendieron nuevamente en los Estados Unidos, a través de importaciones de Cork. La planta de Dagenham se abrió en 1933 y se hizo cargo de la producción de la planta de Cork, que nuevamente se cerraría. George y Eber Sherman se convirtieron en los principales importadores de los Fordson de fabricación inglesa.
Después de que Cork se convirtió en el único centro de producción en 1928, las exportaciones a los EE. UU. Se limitaron a 1500 unidades por mes. Esto interrumpió el negocio de innumerables empresas, incluidos los concesionarios Ford y los fabricantes de equipos de posventa (que era una gran industria tanto para el Modelo T como para el Fordson). Muchas de estas empresas formaron un conglomerado llamado United Tractor & Equipment Corporation, que llegó a un acuerdo con Allis-Chalmers para construir un tractor sustituto del Fordson. Para 1933, el acuerdo se vino abajo, ya que la Gran Depresión dañó la economía y los distribuidores y constructores del mercado secundario también podían importar Fordsons construidos en Cork y, a partir de 1933, Fordsons construidos por Dagenham. El tractor United se convirtió en el Modelo U de Allis-Chalmers. 
Dado el cierre de Ford de la producción estadounidense de Fordson, los siguientes grandes pedidos soviéticos de tractores estadounidenses realizados a través de la Amtorg Trading Corporation, fueron para IHC y para otros constructores. 
Los felices años veinte ciertamente habían sido buenos para la Ford Motor Company. A pesar de que Henry Ford tuvo que lidiar con la decepción de saber que el público no adoraría y exigiría para siempre sus modelos originales de automóvil, camión y tractor (el Modelo T, el Modelo TT y el Fordson), su nuevo modelo de automóvil y camión (el Modelo A) también tuvo mucho éxito. El éxito de Fordson continuó a través de la Ford Ltd, a pesar de que había llegado a su fin en los EE. UU.

#### Fordson Modelo N Estándar

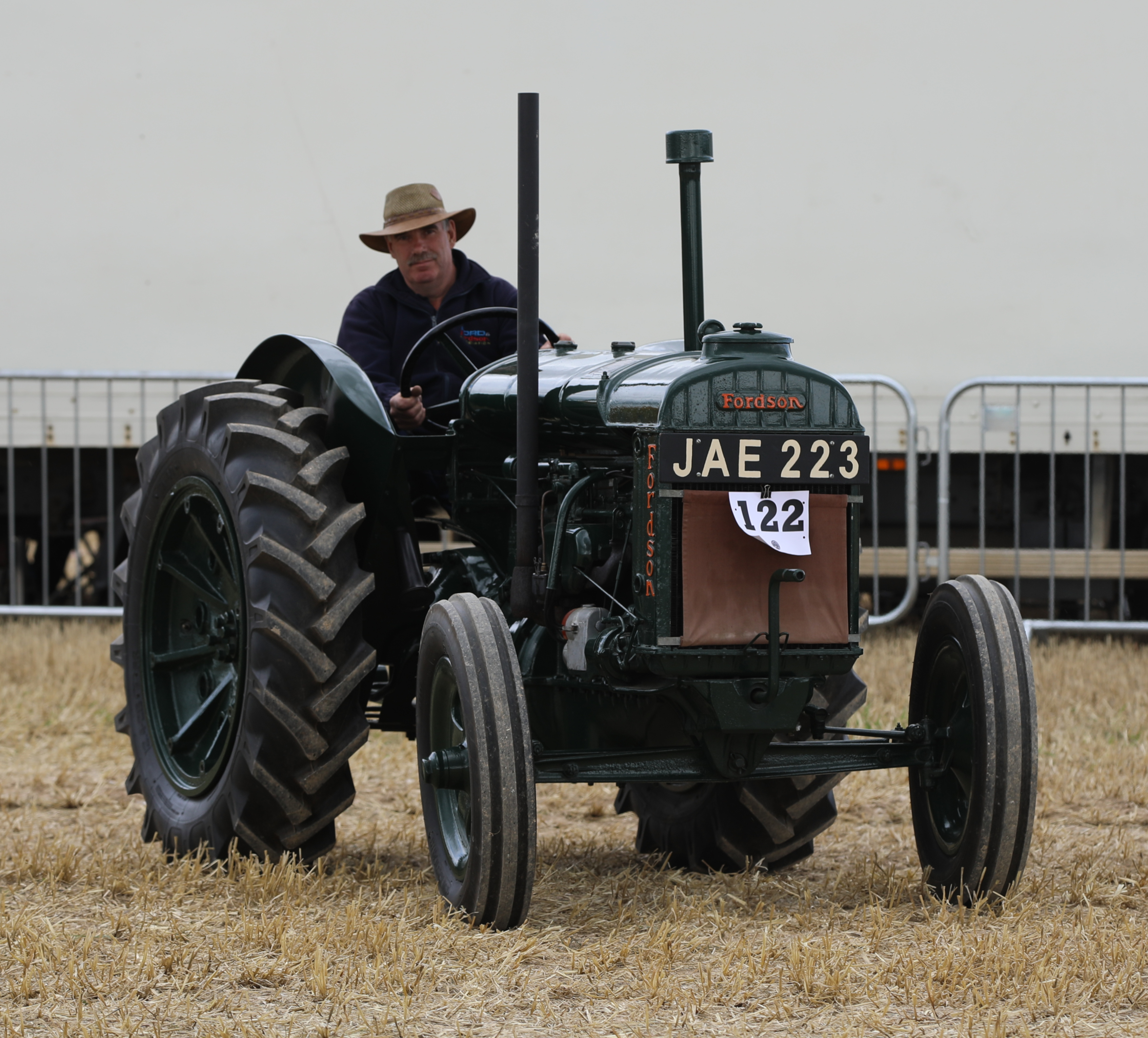
Un tractor Fordson Modelo N, que estuvo en servicio con el Ejército británico durante la Segunda Guerra Mundial.

El Fordson Modelo N reemplazó al Fordson Modelo F. Fue una variante mejorada del F. La producción del Modelo N comenzó en Cork en 1927, pero se transfirió de Cork a Dagenham en 1933. El Modelo N utilizaba un Motor de 27 CV, guardabarros traseros estándar, un sistema de encendido de mayor voltaje y neumáticos opcionales. En 1935, la toma de fuerza (PTO) estaba disponible como opción en el Modelo N. 
El Fordson Modelo N fue probablemente el tractor más importante en el Reino Unido durante la Segunda Guerra Mundial. La planta de Dagenham produjo más de 136.000 tractores Modelo N durante la guerra. Ford de los Estados Unidos también exportó tractores Modelo 9N al Reino Unido durante la guerra.

### Tractores Fordson posteriores (fabricados en Inglaterra)

#### Experimentación de 1930 en Dearborn
Después de que la producción de Fordson en EE. UU. cesó en 1928, los Fordson fabricados en Irlanda y luego en Inglaterra fueron importados a EE. UU. Eber Sherman fue uno de los importadores principales. 
El desarrollo de nuevos tractores Fordson/Ford en los EE. UU. permaneció inactivo durante aproximadamente 10 años después del final de la producción estadounidense, aunque Ford experimentó con varios diseños durante la década de 1930. De forma intencionada, la mayoría de ellos nunca abandonó el tablero de dibujo. Henry Ford estaba interesado en continuar con la investigación y el desarrollo (y continuó pagando a los ingenieros de Ford para que trabajaran en él), aunque no iba a poner ningún modelo en producción hasta que todas las condiciones (diseño, mercado) fueran adecuadas para el éxito comercial. Un modelo de cultivo en hileras del Fordson, esencialmente una "versión Fordson del Farmall" con diseño de triciclo y gran anchura, fue prototipado en Dearborn en 1930-1931 pero esperó hasta 1936 para ser producido, cuando Ford Ltd de Gran Bretaña lo produjo como el Fordson All-Around. Este modelo no estuvo exento de precedentes, ya que el mercado de accesorios lo había presagiado, aunque no con la autorización de la casa matriz. En 1939, Ford presentó una patente para aumentar y disminuir el gálibo de paso horizontal sobre la marcha. La idea de disponer de vía variable para tractores de cultivos en hileras también se consideró en Ford durante esta época. Lograrlo mediante montajes giratorios de ruedas en voladizo fue una de las opciones, aunque Ford nunca puso en producción ese método (más tarde alcanzó la producción en forma del Avery Ro-Trak en 1938). El pensamiento dedicado al tema valió la pena más tarde, cuando el Ford 9N lo logró con otro método más simple. Entre 1928 y 1932, la atención de Henry Ford se dedicó principalmente al desarrollo y la introducción del primer motor V8 de su compañía, que fue presentado el 31 de marzo de 1932 y fue un éxito inmediato en los automóviles y camiones Ford. Se construyeron prototipos experimentales de tractores con motor V8, pero no entraron en producción.
A finales de la década de 1930, el entusiasmo de Henry Ford por volver al mercado de tractores estaba creciendo, pero aún no tenía un diseño o característica singular que le pudieran garantizar un éxito arrollador y que cambiara el mercado. Su idea de un tractor con una gran rueda motriz se desarrolló ampliamente, pero los prototipos no funcionaron bien. Varias personas que trabajaron en él se han preguntado si era solo una artimaña para engañar a sus competidores acerca de sus verdaderas intenciones con un próximo modelo, pero parece que se lo tomaba muy en serio y probablemente estaba decepcionado de que no funcionara; si hubiera funcionado, habría sido una poderosa confirmación de su inclinación por la simplicidad y el costo muy bajo. 
Su reunión de 1938 con Harry Ferguson fue el punto de inflexión que lo llevó al siguiente tractor Ford, el 9N. El sistema Ferguson, cuyo enganche se denomina ahora enganche de tres puntos, le dio a Ford el tipo de característica nueva y especial que deseaba encontrar, algo para dar una ventaja competitiva e innovadora a cualquier tractor Ford nuevo que lanzara al mercado. Después de la introducción en 1939 de esta nueva línea de tractores "Ford" fabricados en los EE. UU. (los tractores Ford Serie N), hubo muy poca importación de modelos Fordson ingleses a los EE. UU.

#### E27N

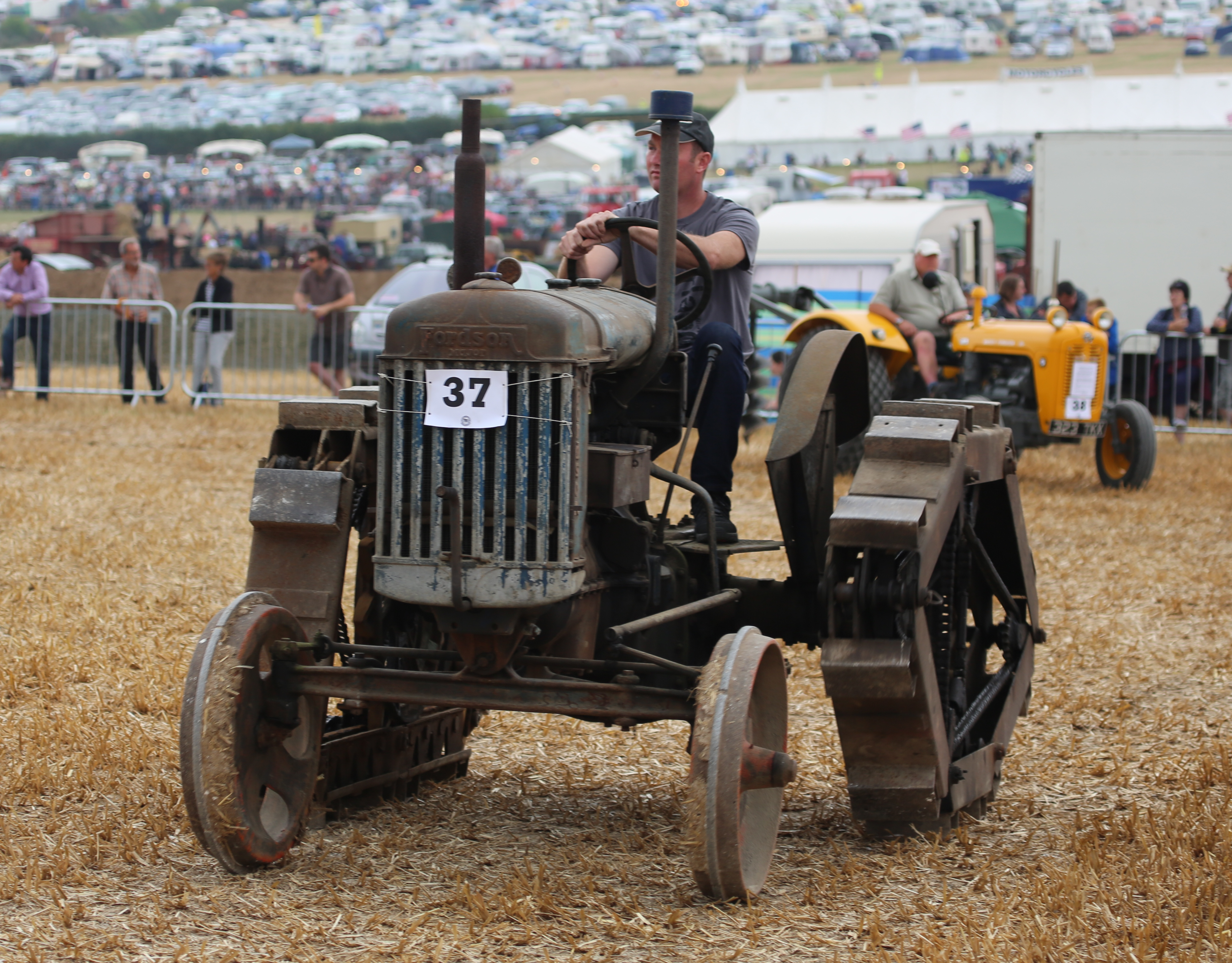
Un Fordson E27N equipado con llantas de rotopad.

El Fordson E27N Major fue una actualización del Fordson N, y se fabricó en Inglaterra desde marzo de 1945, con el mismo motor y transmisión que el Modelo N, pero con un nuevo bastidor que permitía una toma de fuerza y una unidad de elevación hidráulica fabricada por Smiths o Varley. Sin embargo, el diferencial era de un diseño completamente nuevo. Por primera vez, los propietarios de un Fordson podían comprar un tractor en el concesionario totalmente equipado con enganche de tres puntos, toma de potencia mecánica externa, electricidad completa y un eje delantero de ancho ajustable, lo que permitía que el tractor trabajara en cultivos en hileras. Disponible en muchas versiones diferentes, una como la versión realizada por County y la versión semioruga de Roadless. A partir de 1948, el motor P6(TA) de Perkins de 45 CV estaba disponible de fábrica, mejorando el decepcionante motor de gasolina/TVO, de escasa potencia. El E27N era una máquina popular entre los agricultores australianos, lo que preparó el camino para las grandes ventas del New Major (E1A). 

#### E1A
La escasez de posguerra retrasó el desarrollo de un tractor completamente nuevo. En 1952, el "New Major" entró en producción con una gama completamente nueva de motores Ford. El motor 4D fue diseñado y fabricado en el Reino Unido en Dagenham y estaba disponible como diésel, gasolina o gasolina/queroseno. El tractor tenía una versión modificada de 6 velocidades de la transmisión del E27N. El conductor se sentaba significativamente más abajo, lo que llevó al E27N a ser apodado el 'Mayor Alto'. En 1958, - el Power Major - se introdujo con 51,8 CV y una transmisión mejorada y un sistema hidráulico de 'transmisión activa', y luego, en 1960, la versión final, el Super Major salió con un sistema de transferencia de peso y bloqueo diferencial. El Super Major se produjo hasta 1964. Estos tractores se exportaron a los EE. UU., siendo los primeros desde 1939 identificados como Ford.

#### Dexta
Mientras tanto, se lanzó una nueva versión más pequeña de tres cilindros llamada Dexta para competir con el éxito del Massey Ferguson 35, con el que compartía el motor básico, la caja de cambios y las carcasas diferenciales, así como muchas otras partes. Ambos tractores utilizaban el motor A3 de Perkins, con algunas diferencias. El motor de los primeros Dexta era de 2360 cc, mientras que las máquinas posteriores y todos los MF 35 tenían la versión de 2490 cc. Los dos tractores también tenían diferentes sistemas de inyectores y muchas más diferencias a pesar de su plataforma común. La versión de gasolina del Dexta básicamente tenía el mismo motor estándar que el Ferguson TEA y el FE 35, una diferencia es que el motor de arranque se reubicó en el lado derecho del Dexta. A diferencia del Ferguson, el Dexta de gasolina tenía los mismos moldes de la caja de cambios que la versión diésel. 
Después de 1964, el nombre de Fordson fue eliminado y todos los tractores de la compañía simplemente fueron identificados como Ford en el Reino Unido y los Estados Unidos. 

### Tractores Ford después de 1964
Alrededor de 1961, las operaciones de tractores en EE. UU. y las de Ford Ltd en el Reino Unido, que habían sido sustancialmente independientes aunque siempre en estrecha comunicación, se reorganizaron en una integración más estrecha. Después de 1964, todos los tractores fabricados por la compañía en todo el mundo llevaban la marca Ford. En 1986, expandió su negocio de tractores cuando compró el cargador de dirección deslizante Sperry-New Holland y la empacadora de heno de la compañía de herramientas e implementos de heno Sperry Corporation; y formó la Ford-New Holland, que adquirió la división de tractores de la compañía canadiense Versátil en 1988. En 1991 Ford vendió su división de tractores a Fiat, con el acuerdo de que debían dejar de usar el nombre de Ford para el año 2000. En 1999, Fiat eliminó toda identificación de Ford de sus tractores azules y los renombró tractores "New Holland".

### Mercado de accesorios y conversiones

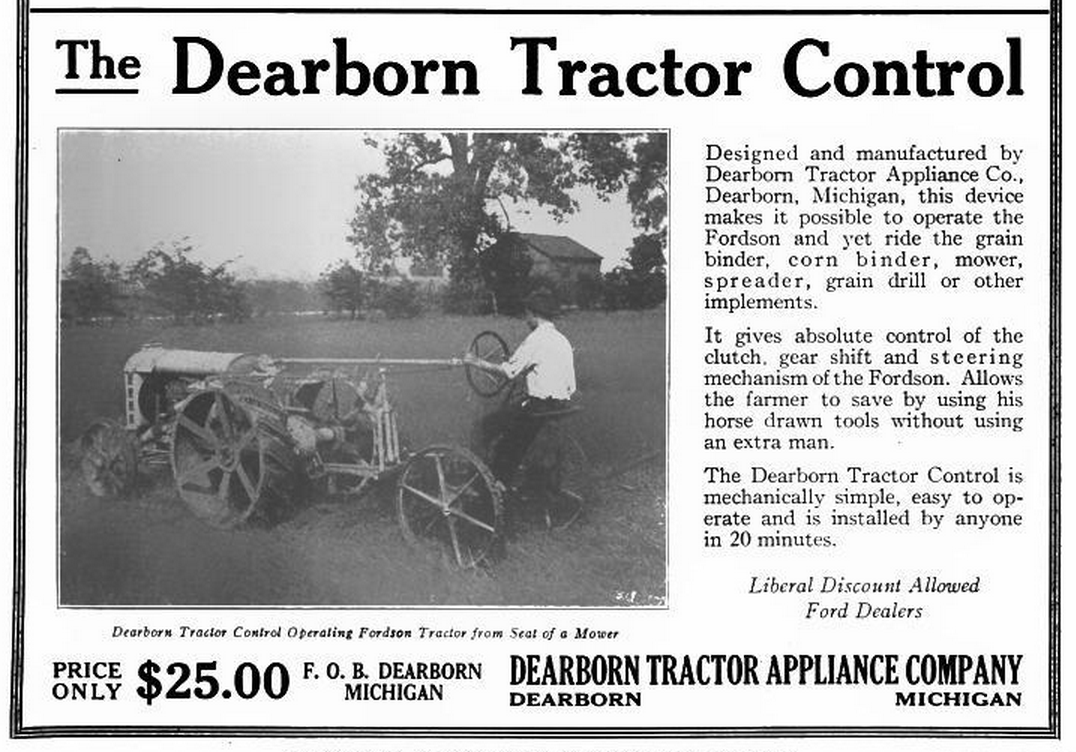
Dearborn Tractor Control, revista Farm Mechanics, 1922.

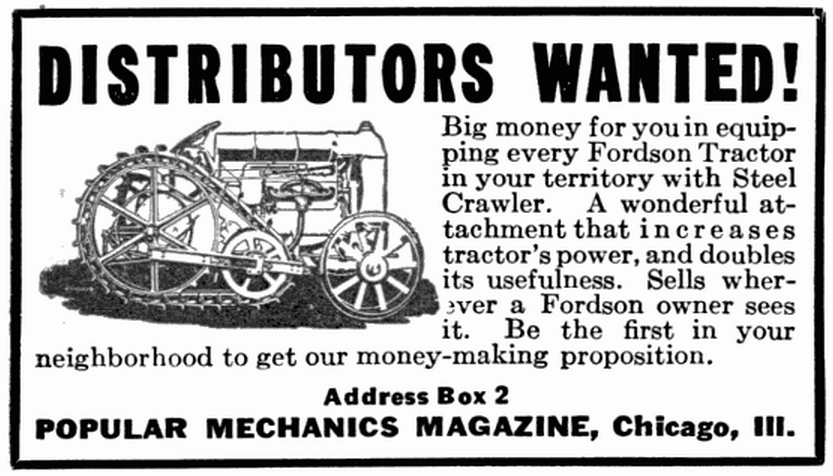
Conjunto de conversión de orugas de acero Bates para máquinas y tractores, Mecánica popular, 1922.

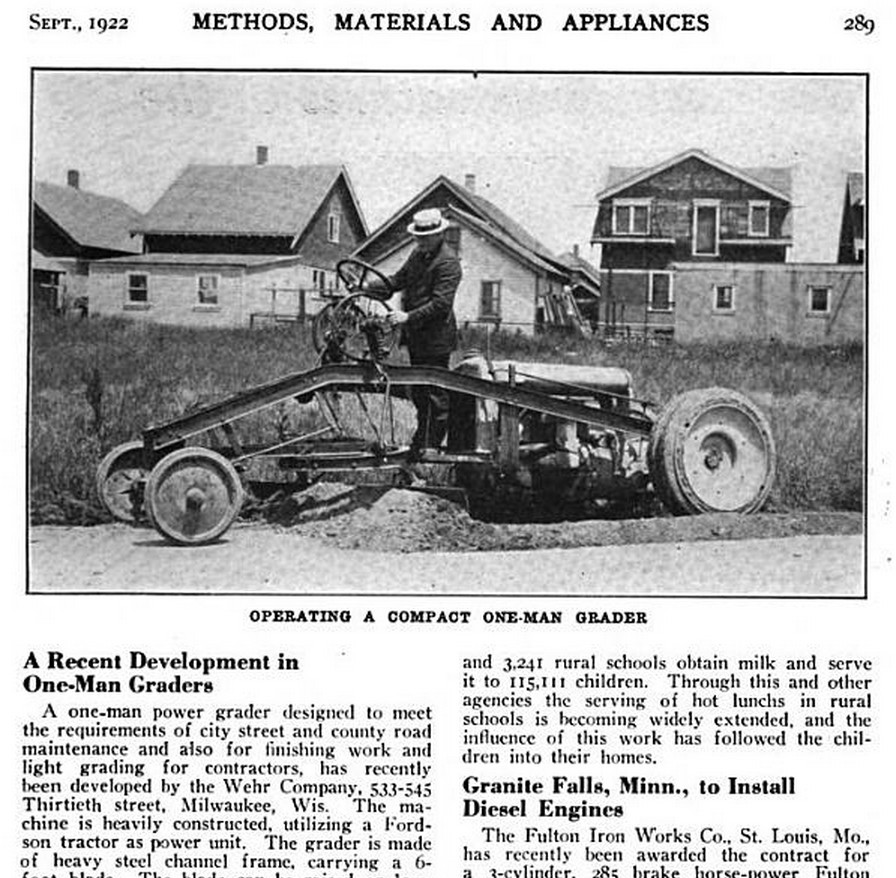
Grada Wehr, La Ciudad Americana, 1922.

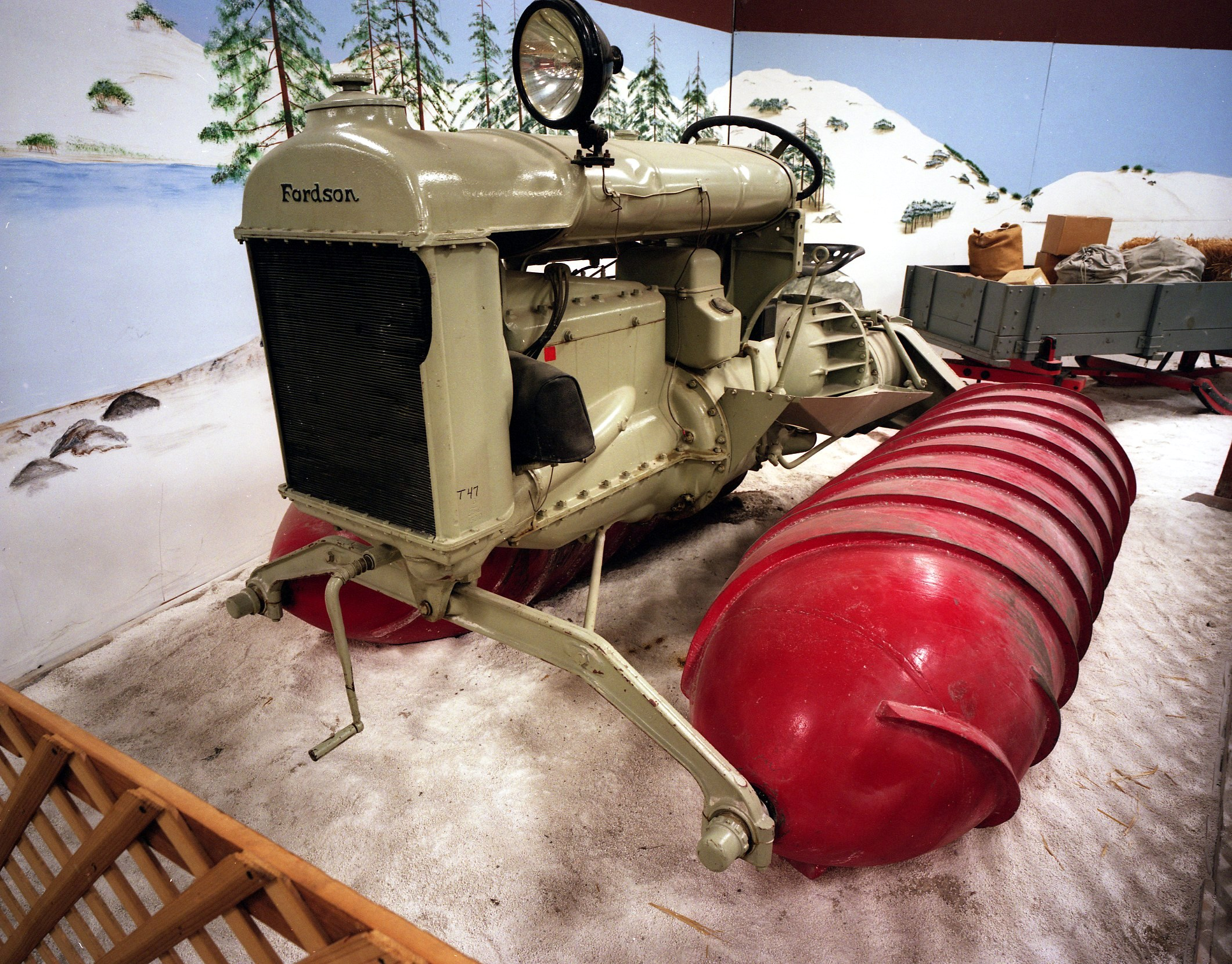
Moto de nieve.

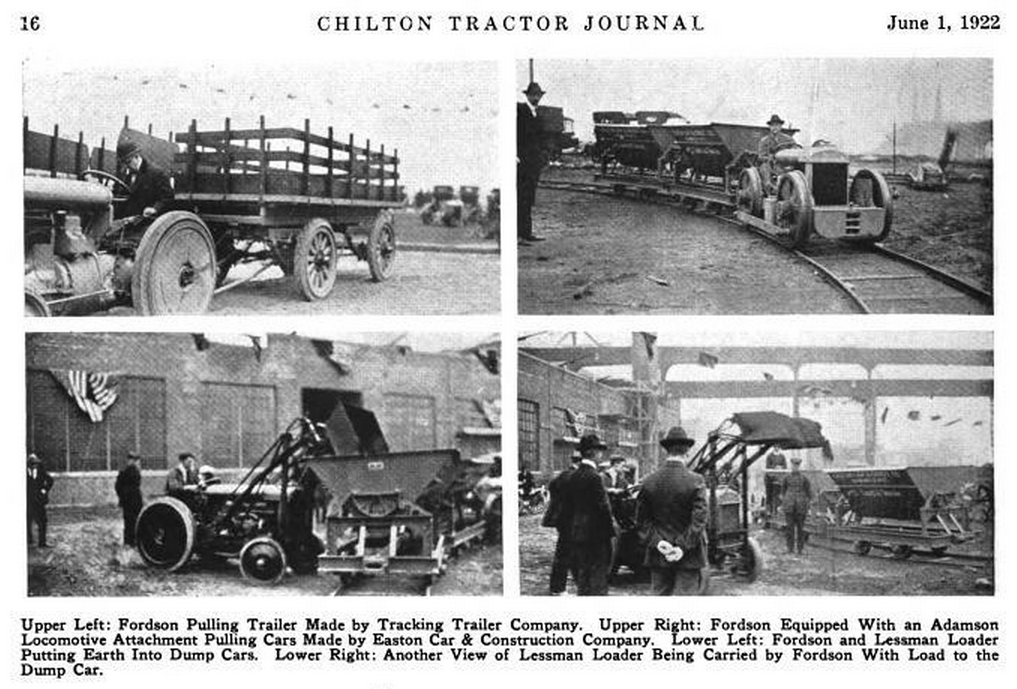
Modelos industriales del Fordson equipados con accesorios de terceros, incluida la conversión para rieles y el cargador frontal.

Al igual que los automóviles Modelo T y los camiones, el tractor Fordson proporcionó la base para un amplio y variado mercado de accesorios y conversiones. Un par de artículos en un número de 1922 del Chilton Tractor Journal describe el entorno empresarial y ofrece fotografías de muchos de los accesorios y conversiones disponibles. Como con la mayoría de los otros tractores, los agricultores y los contratistas de la construcción podrían comprar reguladores de velocidad, equipos de encendido, enganches y barras de tiro; pero con el Fordson especialmente, se podía comprar un tractor de orugas, una motoniveladora o una cosechadora autopropulsada construida por una empresa de posventa que utilizaba el Fordson esencialmente como plataforma. Por ejemplo, las cosechadoras autopropulsadas Gleaner originales se construyeron uniendo la cosechadora a un Fordson. Al menos 3 compañías ofrecieron conversiones de orugas, y otras ofrecieron tacos ampliados, incluido el tipo de "cadena de neumáticos recrecidos" que había llevado al desarrollo de orugas no mucho antes. Varias compañías convirtieron a los Fordson en niveladoras de carreteras; el modelo Wehr (video) es muy recordado. La primera versión de cultivador triciclo del Fordson estaba disponible como una conversión desarrollada por Moline Implement Company ya en 1920 o 1921, 3 o 4 años antes de que se introdujera el Farmall, una década completa antes de que Dearborn creara un prototipo del Fordson All-Around, y una década y media antes de que Ford Ltd produjera ese modelo. Carecía de la autorización de la casa matriz del tractor, pero por lo demás era profético. 
Un concepto económicamente significativo se ilustra mediante kits como el Dearborn Tractor Control. Sus accesorios permitían que la persona que viaja en el accesorio remolcado controlase el tractor desde el asiento del remolque. Tal configuración fue ofrecida por Fordson por al menos 3 proveedores del mercado de accesorios. Era una reminiscencia de los esfuerzos mecanizados anteriores, como el Detroit Tractor de Moline Universal y el Modelo 6-12 de Allis-Chalmers, ya que representaba el tipo más literal de la sustitución de los caballos de tiro (en algunos casos, utilizando riendas como método de control). Pero además de proporcionar mayor comodidad y familiaridad a los granjeros acostumbrados a trabajar con caballos, también neutralizó una desventaja económica de los tractores de la época. Con los caballos, una persona podía controlar tanto la potencia motriz como el equipo remolcado, pero con un tractor, se requerían dos personas, porque el tractor requería un conductor y el remolque, en muchos casos, requería un operador. La mayoría de los implementos de la época eran equipos heredados tirados por caballos (un hecho con el que Harry Ferguson tuvo que luchar para tratar de vender su sistema de implementos específicos para tractores durante las décadas de 1920 y 1930). Las configuraciones como estas reducen el requisito de horas hombre para que coincida con la de un equipo tirado por caballos, mientras que la mayor potencia del tractor y la ausencia de alimentación diaria durante todo el año ("come solo cuando funciona") continuaron venciendo económicamente al caballo. El requisito de dos personas a menudo no era un problema en las granjas que tenían familias numerosas; un hijo o hija generalmente estaba disponible para completar estas tareas. Pero el problema de la mano de obra en las granjas se sintió profundamente en muchas pequeñas explotaciones, especialmente durante las guerras mundiales. El avance tecnológico finalmente hizo habitual que una persona controlara tanto el tractor como el implemento, a través del creciente conjunto de controles hidráulicos y eléctricos, especialmente después de la Segunda Guerra Mundial. 
En 1926, una corporación llamada Snow-Motors Inc demostró un Fordson Modelo F convertido en una moto de nieve, que denominaron Snow-Motor. El tractor utilizaba tornillos en forma de obús en lugar de ruedas o orugas para moverse por la nieve. Fueron utilizados (sin éxito) por la primera expedición antártica de Richard Byrd.

#### Conversiones ferroviarias
En un esfuerzo por desplazar los caballos y el vapor de muchos tranvías, varios inventores tomaron como base el tractor Fordson e hicieron modificaciones para permitirle circular sobre rieles. Se agregaron bogies adicionales (juegos de ruedas) detrás y delante en algunas versiones, al tiempo que aumentaron la tracción en las líneas de trenes ligeros, sin aumentar su peso. La compañía de Dunedin, Trails Ltd, utilizó el Fordson F como base, agregando un inversor, para que el tractor pudiera operar en cualquier dirección a las mismas velocidades, y un bogie motorizado como elemento de tracción. La compañía de Wellington Nattrass mejoró este diseño, y las ventas de ambas compañías pusieron fin a los tranvías remolcados por caballos en Nueva Zelanda. Nattrass también vendió sus tractores adaptados en Australia. La última locomotora construida por A & G Price, destacado constructor de locomotoras a vapor y diésel, se completó en 1970, y utilizó un Fordson Major E1 como base.

### Modelos de tractores
- Fordson Modelo F
- Fordson Modelo N
- Fordson All-Around (también llamado Fordson Row Crop)
- Fordson Major E27N
- Fordson New Major
- Fordson Dexta
- Fordson Power Major
- Fordson Super Major (llamado Ford 5000 en EE. UU.)
- Fordson Super Dexta (llamado Ford 2000 Diesel en EE. UU.)

## Camiones
El Fordson E83W es un ejemplo de camiones Fordson. 

## Lecturas relacionadas
- Johnson, Bernard L. (February 1922), «Henry Ford and His Power Farm», Farm Mechanics: 91-129.. Un artículo sobre las actividades agrícolas de Ford que muestra el espíritu de principios de la década de 1920 en la agricultura mecanizada estadounidense. Parcial hacia Ford, pero informativo.